# Personaggi di Umineko When They Cry
In questa voce sono presenti tutti i personaggi che appaiono nella serie Umineko When They Cry della 07th Expansion. La storia si svolge principalmente durante il lasso di tempo del 4 e 5 ottobre 1986 su una piccola isola di circa 10 km di nome Rokkenjima (六軒島?), posseduta e abitata da Kinzo, il capo della ricca famiglia Ushiromiya.
Kinzo è in fin di vita e otto dei suoi parenti arrivano sull'isola per l'annuale riunione familiare, dove gli adulti pianificano di discutere sulla spartizione dell'eredità del padre in previsione della sua morte. Sull'isola vi sono anche altri tre familiari, cinque domestici e il medico personale di Kinzo, per un totale di diciotto persone. Dopo l'arrivo degli otto parenti, un tifone intrappola tutti sul luogo e subito dopo iniziano a verificarsi strani avvenimenti e orrendi omicidi.

## Famiglia Ushiromiya
|        |        |        |        | Beatrice Castiglioni | Beatrice Castiglioni | Beatrice Castiglioni | Beatrice Castiglioni | Beatrice Castiglioni | Beatrice Castiglioni |          |         |         |         |         |         |         |         | Kinzo | Kinzo | Kinzo | Kinzo | Kinzo | Kinzo |     |     |        |        |        |        |        |        |           |           |           |           | ???       | ???       | ??? | ??? | ???    | ???    |         |         |         |         |         |         |  |  |      |      |       |       |       |       |       |       |  |  |      |      |      |      |      |      |       |       |       |       |       |       |     |     |     |     |     |     |  |  |  |  |  |  |  |  |  |  |  |  |
|        |        |        |        | Beatrice Castiglioni | Beatrice Castiglioni | Beatrice Castiglioni | Beatrice Castiglioni | Beatrice Castiglioni | Beatrice Castiglioni |          |         |         |         |         |         |         |         | Kinzo | Kinzo | Kinzo | Kinzo | Kinzo | Kinzo |     |     |        |        |        |        |        |        |           |           |           |           | ???       | ???       | ??? | ??? | ???    | ???    |         |         |         |         |         |         |  |  |      |      |       |       |       |       |       |       |  |  |      |      |      |      |      |      |       |       |       |       |       |       |     |     |     |     |     |     |  |  |  |  |  |  |  |  |  |  |  |  |
|        |        |        |        |                      |                      |                      |                      |                      |                      |          |         |         |         |         |         |         |         |       |       |       |       |       |       |     |     |        |        |        |        |        |        |           |           |           |           |           |           |     |     |        |        |         |         |         |         |         |         |  |  |      |      |       |       |       |       |       |       |  |  |      |      |      |      |      |      |       |       |       |       |       |       |     |     |     |     |     |     |  |  |  |  |  |  |  |  |  |  |  |  |
|        |        |        |        |                      |                      |                      |                      |                      |                      |          |         |         |         |         |         |         |         |       |       |       |       | Lion  |       |     |     |        |        |        |        |        |        |           |           |           |           |           |           |     |     |        |        |         |         |         |         |         |         |  |  |      |      |       |       |       |       |       |       |  |  |      |      |      |      |      |      |       |       |       |       |       |       |     |     |     |     |     |     |  |  |  |  |  |  |  |  |  |  |  |  |
|        |        |        |        |                      |                      |                      |                      |                      |                      |          |         |         |         |         |         |         |         |       |       |       |       |       |       |     |     |        |        |        |        |        |        |           |           |           |           |           |           |     |     |        |        |         |         |         |         |         |         |  |  |      |      |       |       |       |       |       |       |  |  |      |      |      |      |      |      |       |       |       |       |       |       |     |     |     |     |     |     |  |  |  |  |  |  |  |  |  |  |  |  |
|        |        |        |        |                      |                      |                      |                      |                      |                      | Beatrice |         |         |         |         |         |         |         |       |       |       |       |       |       |     |     |        |        |        |        |        |        |           |           |           |           |           |           |     |     |        |        |         |         |         |         |         |         |  |  |      |      |       |       |       |       |       |       |  |  |      |      |      |      |      |      |       |       |       |       |       |       |     |     |     |     |     |     |  |  |  |  |  |  |  |  |  |  |  |  |
|        |        |        |        |                      |                      |                      |                      |                      |                      |          |         |         |         |         |         |         |         |       |       |       |       |       |       |     |     |        |        |        |        |        |        |           |           |           |           |           |           |     |     |        |        |         |         |         |         |         |         |  |  |      |      |       |       |       |       |       |       |  |  |      |      |      |      |      |      |       |       |       |       |       |       |     |     |     |     |     |     |  |  |  |  |  |  |  |  |  |  |  |  |
|        |        |        |        |                      |                      |                      |                      |                      |                      |          |         |         |         |         |         |         |         |       |       |       |       |       |       |     |     |        |        |        |        |        |        |           |           |           |           |           |           |     |     |        |        |         |         |         |         |         |         |  |  |      |      |       |       |       |       |       |       |  |  |      |      |      |      |      |      |       |       |       |       |       |       |     |     |     |     |     |     |  |  |  |  |  |  |  |  |  |  |  |  |
|        |        |        |        |                      |                      |                      |                      |                      |                      |          |         |         |         |         |         |         |         |       |       |       |       |       |       |     |     |        |        |        |        |        |        |           |           |           |           |           |           |     |     |        |        |         |         |         |         |         |         |  |  |      |      |       |       |       |       |       |       |  |  |      |      |      |      |      |      |       |       |       |       |       |       |     |     |     |     |     |     |  |  |  |  |  |  |  |  |  |  |  |  |
| Krauss | Krauss | Krauss | Krauss | Krauss               | Krauss               |                      |                      |                      |                      |          |         | Natsuhi | Natsuhi | Natsuhi | Natsuhi | Natsuhi | Natsuhi |       |       | Eva   | Eva   | Eva   | Eva   | Eva | Eva |        |        |        |        |        |        | Hideyoshi | Hideyoshi | Hideyoshi | Hideyoshi | Hideyoshi | Hideyoshi |     |     | Rudolf | Rudolf | Rudolf  | Rudolf  | Rudolf  | Rudolf  |         |         |  |  |      |      | Kyrie | Kyrie | Kyrie | Kyrie | Kyrie | Kyrie |  |  | Rosa | Rosa | Rosa | Rosa | Rosa | Rosa |       |       |       |       |       |       | ??? | ??? | ??? | ??? | ??? | ??? |  |  |  |  |  |  |  |  |  |  |  |  |
| Krauss | Krauss | Krauss | Krauss | Krauss               | Krauss               |                      |                      |                      |                      |          |         | Natsuhi | Natsuhi | Natsuhi | Natsuhi | Natsuhi | Natsuhi |       |       | Eva   | Eva   | Eva   | Eva   | Eva | Eva |        |        |        |        |        |        | Hideyoshi | Hideyoshi | Hideyoshi | Hideyoshi | Hideyoshi | Hideyoshi |     |     | Rudolf | Rudolf | Rudolf  | Rudolf  | Rudolf  | Rudolf  |         |         |  |  |      |      | Kyrie | Kyrie | Kyrie | Kyrie | Kyrie | Kyrie |  |  | Rosa | Rosa | Rosa | Rosa | Rosa | Rosa |       |       |       |       |       |       | ??? | ??? | ??? | ??? | ??? | ??? |  |  |  |  |  |  |  |  |  |  |  |  |
|        |        |        |        |                      |                      |                      |                      |                      |                      |          |         |         |         |         |         |         |         |       |       |       |       |       |       |     |     |        |        |        |        |        |        |           |           |           |           |           |           |     |     |        |        |         |         |         |         |         |         |  |  |      |      |       |       |       |       |       |       |  |  |      |      |      |      |      |      |       |       |       |       |       |       |     |     |     |     |     |     |  |  |  |  |  |  |  |  |  |  |  |  |
|        |        |        |        |                      |                      |                      |                      |                      |                      |          |         |         |         |         |         |         |         |       |       |       |       |       |       |     |     |        |        |        |        |        |        |           |           |           |           |           |           |     |     |        |        |         |         |         |         |         |         |  |  |      |      |       |       |       |       |       |       |  |  |      |      |      |      |      |      |       |       |       |       |       |       |     |     |     |     |     |     |  |  |  |  |  |  |  |  |  |  |  |  |
|        |        |        |        |                      |                      | Jessica              | Jessica              | Jessica              | Jessica              | Jessica  | Jessica |         |         |         |         |         |         |       |       |       |       |       |       |     |     | George | George | George | George | George | George |           |           |           |           |           |           |     |     |        |        | Battler | Battler | Battler | Battler | Battler | Battler |  |  | Ange | Ange | Ange  | Ange  | Ange  | Ange  |       |       |  |  |      |      |      |      |      |      | Maria | Maria | Maria | Maria | Maria | Maria |     |     |     |     |     |     |  |  |  |  |  |  |  |  |  |  |  |  |

Rokkenjima è un'isola di proprietà privata della ricca famiglia Ushiromiya e costituisce la casa del capofamiglia. Inizialmente l'albero genealogico degli Ushiromiya era molto più grande e disponeva di numerosi membri, ma in seguito al grande terremoto del Kantō del 1923 la famiglia subì un gran numero di perdite, sia dal punto di vista parentale che finanziario. A quel tempo Kinzo, l'attuale capofamiglia degli Ushiromiya, era soltanto un membro di un ramo familiare di minore importanza, ma toccò a lui guidare la famiglia e restaurarne la gloria passata. In Umineko gira voce che Kinzo quindi si rivolse alla strega dorata, Beatrice, per ottenere in cambio della sua anima una quantità di oro di valore pari a 20 miliardi di yen.
Gli attuali membri della famiglia Ushiromiya si riuniscono ogni anno a Rokkenjima per la loro annuale riunione familiare. Mentre i membri più giovani della famiglia, ossia i nipoti di Kinzo, vedono l'opportunità come un momento piacevole adatto per legare tra di loro e parlare delle proprie vite, i loro genitori, i figli di Kinzo, sfruttano la riunione per discutere sulla spartizione del patrimonio del padre dopo la sua morte. Per quanto riguarda invece l'autorità suprema della famiglia, una volta giunto il momento sarà tramandata a un successore già prestabilito dalla gerarchia familiare. In quanto attuale capofamiglia, Kinzo possiede il rango più alto tra tutti gli altri membri degli Ushiromiya. Subito dopo di lui seguono in ordine prima i suoi quattro figli, dal più anziano al più giovane (il primo figlio Krauss, la prima figlia Eva, il secondo figlio Rudolf e la seconda figlia Rosa), poi i suoi nipoti, secondo l'età dei loro genitori (la figlia di Krauss, Jessica, il figlio di Eva, George, il figlio di Rudolf, Battler, e la figlia di Rosa, Maria), e infine gli sposi dei suoi figli, lasciati per ultimi in quanto non suoi consanguinei (la moglie di Krauss, Natsuhi, il marito di Eva, Hideyoshi, e la moglie di Rudolf, Kyrie). Coloro nati sotto il nome degli Ushiromiya portano lo stemma familiare, l'aquila mono-alata (片翼の鷲?, katayoku no washi), sulle proprie vesti, mentre invece coloro che non soddisfano questo requisito non possono farlo.
I discendenti di Kinzo hanno tutti uno stile di denominazione occidentale. Infatti, mentre i nomi stranieri vengono scritti di solito in katakana, quelli dei figli e dei nipoti di Kinzo sono scritti con dei kanji di pronuncia simile. L'unica eccezione è Battler (戦人?), il cui nome non viene letto secondo la pronuncia normale dei kanji che lo compongono, ossia Sento (せんと?), bensì Batora (ばとら?).

### Capofamiglia
Kinzo Ushiromiya (右代宮 金蔵?, Ushiromiya Kinzō)
Doppiato da: Mugihito (anziano), Daisuke Ono (giovane)
È l'anziano capofamiglia degli Ushiromiya e il proprietario di Rokkenjima. Nel corso dei primi quattro giochi, il suo corpo viene spesso ritrovato carbonizzato nell'inceneritore del locale caldaia sotterraneo della villa, in modo da nascondere da quanto tempo è morto realmente. Viene facilmente identificato dai parenti grazie alla sua polidattilia, ossia alle sei dita su entrambi i piedi. Da vivo Kinzo vedeva i suoi figli con disprezzo, considerandoli avvoltoi pronti ad appropriarsi della sua eredità una volta morto (o almeno al momento della dichiarazione della sua morte). Trascorreva quasi tutte le sue giornate nel suo studio, fornito di bagno, cucina, letto ed altre comodità. Era anche un praticante e fanatico di magia oscura e occulto, ragione per cui aveva riempito gli scaffali delle sue librerie di grimori. Una delle sue ossessioni più evidenti era Beatrice, una strega che secondo la sua versione dei fatti era riuscito ad evocare molto tempo prima e con cui aveva fatto un contratto in cambio di dieci tonnellate di oro. In realtà aveva ottenuto tutto quell'oro durante la seconda guerra mondiale, quando un sottomarino italiano che trasportava oro nazista si schiantò su Rokkenjima, che al tempo era una base sottomarina giapponese. In quell'occasione incontrò anche la figlia di un ufficiale italiano, Beatrice Castiglioni, di cui si innamorò perdutamente e a cui diede il soprannome di "strega dorata" per il semplice motivo che era stata lei ad aver portato l'oro sull'isola.

### Famiglia del primogenito
Krauss Ushiromiya (右代宮 蔵臼?, Ushiromiya Kurausu)
Doppiato da: Jūrōta Kosugi
È il primogenito di Kinzo e il suo figlio più anziano. È l'attuale erede della famiglia Ushiromiya e dirige l'annuale riunione familiare al posto del capofamiglia. È un investitore immobiliare e pianifica di trasformare Rokkenjima in un resort, ma ha perso la maggior parte dei suoi fondi a causa di cattive decisioni di marketing e business. Nasconde la morte di Kinzo ai suoi fratelli minori nel tentativo di monopolizzare la fortuna del padre. A causa della sua natura arrogante e del suo atteggiamento da bullo, si è reso una specie di nemico agli occhi dei suoi fratelli. Persino sua figlia Jessica prova ben poco rispetto nei suoi confronti, soprattutto per il fatto che la spinge a diventare (o almeno a sposare) un adatto successore per la famiglia Ushiromiya. Nonostante si comporti sempre in maniera spavalda, prova un genuino rimorso per tutti i problemi che ha causato alla sua famiglia. Da giovane praticava pugilato ed è tuttora abbastanza abile in questo sport. A differenza dei suoi fratelli, vive a Rokkenjima insieme a suo padre, sua moglie e sua figlia.
Natsuhi Ushiromiya (右代宮 夏妃?, Ushiromiya Natsuhi)
Doppiata da: Emi Shinohara
È la moglie di Krauss. Nata in una famiglia shintoista, ha abbandonato la sua vecchia vita quando si è sposata nella famiglia Ushiromiya. È una donna molto orgogliosa che tiene sempre il nome della sua nuova famiglia in grande considerazione, ed ha il compito di gestire la villa del capofamiglia e organizzare le riunioni familiari. Tuttavia i suoi sforzi vengono spesso sminuiti da suo marito, ed è spesso afflitta da emicranie. È in aspra rivalità con Eva, la quale la deride per non essere legata realmente alla famiglia Ushiromiya attraverso il sangue. È incredibilmente severa con sua figlia Jessica, ma soltanto perché mira a farla diventare un'erede ideale per la famiglia Ushiromiya.
È colei che ha orchestrato l'illusione che Kinzo fosse ancora in vita, ritenendo di dover fare ciò in segno di rispetto nei suoi confronti. È anche nota per aver accettato di crescere il figlio di Kinzo e della sua amante Beatrice per dimostrare le sue abilità di madre prima della nascita di Jessica, finendo poi per rifiutare il compito ed affidare il bambino a una serva, i quali morirono apparentemente entrambi in un incidente accaduto non molto tempo dopo. Tuttavia il bambino in realtà sopravvisse e in seguito fece ritorno sull'isola come Shannon.
Jessica Ushiromiya (右代宮 朱志香?, Ushiromiya Jeshika)
Doppiata da: Marina Inoue
È la figlia di diciotto anni di Krauss e Natsuhi. Pur essendo l'erede della famiglia Ushiromiya dopo suo padre, è una giovane ragazza energica e maschiaccia che non possiede il comportamento raffinato che ci si aspetta da un tale ruolo. A causa della sua natura ribelle, prova rancore nei confronti dei suoi genitori per la pressione che le fanno riguardo al comando familiare, ma rimane pur sempre legata a loro. Ha l'abitudine di simulare attacchi di asma per evitare situazioni tese. Ha una cotta per il servo Kanon, che è ricambiata in una certa misura, ma che non trova successo a causa della situazione particolare in cui si trova Sayo Yasuda, in particolar modo per la relazione già instaurata con George nei panni di Shannon. È esperta nell'uso dei tirapugni.

### Famiglia della secondogenita
Eva Ushiromiya (右代宮 絵羽?, Ushiromiya Eba)
Doppiata da: Miki Itō
È la secondogenita di Kinzo e la sua figlia più anziana. È ostile nei confronti di suo fratello maggiore Krauss a causa del suo malcontento per la tradizione patriarcale della famiglia, che la pone in una posizione inferiore a lui nella gerarchia familiare, e tenta sempre di metterlo in ombra con qualsiasi mezzo. Si allea con i suoi fratelli minori contro Krauss nel tentativo di estorcergli del denaro, anche se con scarso successo. È abile in varie forme di arti marziali e si dice sia un'eccellente cuoca.
Sotto circostanze normali, sarebbe dovuta uscire dal registro familiare una volta sposatasi col marito Hideyoshi, tuttavia riuscì al contrario a fargli prendere il suo cognome. Ha avuto un figlio prima di Krauss ed ha cresciuto George rigorosamente per farlo diventare il prossimo capofamiglia. Ha un atteggiamento condiscendente verso Natsuhi per non essere legata realmente alla famiglia Ushiromiya tramite il sangue e si comporta in maniera crudele nei confronti di Shannon, che sospetta essere l'amante del figlio. Ha inoltre delle pessime interazioni anche con sua sorella Rosa poiché, fin da quando quest'ultima era ancora una bambina, è sempre solita prenderla costantemente in giro ed è la più incline di tutti i fratelli a sminuirla definendola un'idiota. Tuttavia, nonostante la sua personalità subdola e maliziosa, ama sinceramente suo marito e suo figlio, ed è terrorizzata dal fatto che possano disprezzarla per averli usati per la sua vendetta contro il fratello.
È l'unica sopravvissuta all'incidente di Rokkenjima, diventando il capo della famiglia Ushiromiya e la tutrice legale della nipote Ange. È la sola persona ad essere a conoscenza della verità dietro l'incidente, ma si rifiuta di rivelarla al pubblico, cosa che la fa sospettare dai mass media come la mente dell'accaduto. In seguito si comporta in maniera crudele anche nei confronti di Ange, che in precedenza aveva amato come una figlia, a causa delle sue persistenti accuse di essere l'assassina di Rokkenjima. Ciononostante non rivela mai ad Ange i nomi dei veri colpevoli dell'accaduto, Rudolf e Kyrie, ben consapevole che il venire a conoscenza della vera natura dei propri genitori l'avrebbe distrutta. Muore d'infarto nel 1998, lasciando in eredità ad Ange sia il titolo di capofamiglia degli Ushiromiya che quello di "Beatrice".
Hideyoshi Ushiromiya (右代宮 秀吉?, Ushiromiya Hideyoshi)
Doppiato da: Masashi Hirose
È il marito di Eva. È un uomo molto allegro la cui natura positiva riesce ad attenuare la tensione che si viene a creare tra i fratelli durante le varie riunioni familiari. Avendo perso la sua famiglia nel corso della seconda guerra mondiale, ha adottato di buon grado il cognome degli "Ushiromiya" quando si è sposato con Eva. È il presidente di successo di una catena di ristoranti fast food, ma mira anche lui alla fortuna di Kinzo a causa delle persone che tentano di comprare tutte le azioni della sua azienda. Parla con un falso accento del Kansai, che ammette di essere troppo imbarazzato per usarlo davanti a coloro che provengono realmente da quella regione del Giappone.
George Ushiromiya (右代宮 譲治?, Ushiromiya Jōji)
Doppiato da: Ken'ichi Suzumura
È il figlio di ventitré anni di Eva e Hideyoshi. È il nipote più anziano di Kinzo, nonché un giovane adulto eccezionale e diligente. È stato cresciuto da Eva appositamente in previsione del comando familiare, lavora nell'azienda del padre come apprendista ed è un esperto di arti marziali proprio come sua madre. Prova un forte rispetto nei confronti dei genitori, anche se ammette di trovare la madre un po' prepotente. È innamorato della serva Shannon e le fa una proposta di matrimonio, diventando il suo fidanzato. È ben consapevole che una relazione con una serva non sarebbe vista di buon occhio dalla sua famiglia, ma è pronto ad affrontarne le conseguenze.
È ammirato da tutti i membri della famiglia, specialmente dai cugini, che lo considerano un fratello maggiore e pacificatore. Tuttavia da giovane era invidioso del loro stile di vita più indipendente e impulsivo, in particolare di Battler, dato che, a differenza di lui, egli era stato costretto dalla madre a fare diverse cose per essere plasmato nel prossimo capofamiglia. Come risultato, ha messo su una maschera più accondiscendente verso i suoi cugini, ma col passare del tempo è riuscito superare questo complesso d'inferiorità in una certa misura.

### Famiglia del secondo figlio maschio
Rudolf Ushiromiya (右代宮 留弗夫?, Ushiromiya Rudorufu)
Doppiato da: Rikiya Koyama
È il terzo figlio di Kinzo. Da giovane era ritenuto un donnaiolo ed aveva messo incinta la sua collega e vecchia fidanzata Kyrie prima di sposarsi con la sua prima moglie Asumu. Dopo la morte di Asumu, si risposò immediatamente con Kyrie, cosa che diede inizio al suo brutto rapporto col figlio Battler, che credeva Asumu fosse sua madre e che scappò via di casa per andare a vivere con i suoi nonni materni per sei anni. È noto a tutti che nel tempo libero si diverte a scrivere a giovani ragazze su Internet, ma ciò non sembra far preoccupare Kyrie. Mira alla fortuna del padre per risolvere un caso giudiziario in America. È un amante dei film western e un bravo tiratore. Probabilmente è a conoscenza della verità dietro la nascita di Battler, e tenta di rivelargliela sia in Legend che in End of the Golden Witch, ma senza successo. Insieme a Kyrie, è l'autore di tutti gli omicidi avvenuti durante i veri eventi di Rokkenjima il 4 e 5 ottobre 1986, per poi essere ucciso alla fine da Eva per vendetta.
Kyrie Ushiromiya (右代宮 霧江?, Ushiromiya Kirie)
Doppiata da: Atsuko Tanaka
È la seconda moglie di Rudolf e una dei suoi partner commerciali. Assiste sempre il marito nei suoi loschi affari e lo tiene in riga quando gli sfugge di mano. Il suo rapporto con Battler è molto simile a quello di due amici stretti, quasi come se fossero fratello e sorella e non madre e figlio. Sfrutta spesso la strategia del "capovolgimento della scacchiera", ossia l'analisi dei fatti secondo il punto di vista dell'avversario, e l'ha insegnata a Battler. Era fidanzata con Rudolf da molto tempo prima dell'arrivo della sua prima moglie Asumu, che in seguito invidiò terribilmente per aver sposato il suo uomo quando uscivano ancora insieme. Asumu e Kyrie furono messe incinte allo stesso momento da Rudolf ma, mentre il bambino di Kyrie nacque morto, Asumu diede alla luce suo figlio Battler. In Twilight of the Golden Witch si scopre che Kyrie è in realtà la vera madre biologica di Battler e che Rudolf aveva scambiato i due neonati nel tentativo di nascondere la storia che aveva avuto con lei durante il suo matrimonio con Asumu, facendo sembrare che il figlio della sua amante fosse il bambino della moglie. Viene fortemente suggerito nel corso della storia che sia una sociopatica. È stata lei a sparare a Sayo Yasuda ed uccidere gli altri presenti durante i veri eventi di Rokkenjima, per poi essere uccisa da Eva per legittima difesa.
Battler Ushiromiya (右代宮 戦人?, Ushiromiya Batora)
Doppiato da: Daisuke Ono
È il figlio di diciotto anni di Rudolf e il protagonista della serie. Pur essendo un tipo testardo ed impetuoso, è un ragazzo molto compassionevole. Tende a flirtare con le ragazze ed ha una paura continua dei mezzi di trasporto "traballanti", ritenendo che possa cadere da un aeroplano o una barca a seconda della turbolenza. A causa del secondo matrimonio del padre, si è ribellato ed è andato a vivere con i suoi nonni materni per i sei anni successivi, tagliando tutti i rapporti con la famiglia Ushiromiya. Dopo la morte dei nonni, è tornato a vivere con la sua famiglia, pur non essendosi riconciliato del tutto col padre. È fortemente influenzato dalla mentalità "ruota la scacchiera" di Kyrie, che gli permette di predire i pensieri dei suoi nemici sulla base della situazione in esame. Uno dei temi principali della serie è la sua incredulità nell'esistenza di magia e streghe, che viene messa alla prova quando la sua famiglia e i suoi amici vengono assassinati in modi misteriosi che apparentemente risultano impossibili tramite i mezzi umani. Anche se è convinto che il colpevole è umano, è riluttante a sospettare di qualcuno dei suoi cari. Alla fine della serie viene rivelato che Battler rappresenta il suo vecchio se stesso del passato, dato che dopo l'esplosione di una bomba sull'isola sono rimasti uccisi tutti quanti ad eccezione di lui e Sayo (ed Eva, che si è salvata rifugiandosi a Kuwadorian); Sayo tuttavia è morto poco dopo affogando. Battler ha tentato di salvarlo, ma invece ha finito per essere respinto fino a riva. Il trauma conseguente lo ha indotto a soffrire di amnesia e i suoi capelli sono diventati color bianco candido. Le storie dei capitoli 3–6 provengono dai suoi ricordi degli eventi, narrati alla donna che gli ha salvato la vita e con cui in seguito è andato a vivere, ossia Ikuko Hachijo.
Ange Ushiromiya (右代宮 縁寿?, Ushiromiya Enje)
Doppiata da: Rina Satō
È la figlia di sei anni di Rudolf e Kyrie, nonché la sorella minore di Battler. Nel 1986 non è potuta andare a Rokkenjima a causa di una malattia. Dopo gli eventi di Banquet of the Golden Witch, viene cresciuta da Eva al suo ritorno dall'isola, e studia per diventare il prossimo capofamiglia. Tuttavia viene sottoposta a numerose difficoltà, dovute non solo alla convinzione di Eva che suo figlio George sarebbe dovuto diventare l'erede della famiglia Ushiromiya, ma anche al fatto che il desiderio genuino di Eva di crescerla come se fosse stata sua figlia è finito in frantumi quando Bernkastel è riuscita a manipolarla da giovane per farle respingere la zia come madre adottiva. Prima della sua morte nel 1998, Eva le lascia l'oro e il titolo di capofamiglia degli Ushiromiya. È proprio a questo punto che Ange decide di mettere alla prova la sua fortuna e vedere se era davvero destinata a rimanere in vita al momento della morte della sua intera famiglia, ecco perché salta giù da un grattacielo in costruzione diversi piani più in basso, ben sapendo di poter atterrare su una rete di sicurezza. Siccome sopravvive, Ange decide di scoprire la verità dietro le vicende di Rokkenjima del 1986. Come suo fratello ha l'abitudine di dire "È inutile, è tutto inutile" quando si ritrova in situazioni difficili. Alla fine di Alliance of the Golden Witch la sua versione da strega viene fatta violentemente a pezzi subito dopo aver rivelato la sua vera identità a Battler. La Ange umana però sopravvive e continua a investigare sulla verità di Rokkenjima. In Twilight of the Golden Witch partecipa finalmente alla riunione familiare del 1986, ma alla fine si scopre che Battler le stava semplicemente raccontando una storia in modo da nasconderle i veri eventi del 4 e 5 ottobre. Dato che Ange si rifiuta di accettare qualsiasi cosa eccetto la verità, per quanto essa possa essere dolorosa, si mette infine in moto la parte culminante dell'ottavo capitolo della storia.
Asumu Ushiromiya (右代宮 明日夢?, Ushiromiya Asumu)
È la prima moglie di Rudolf, la quale è morta sei anni prima dell'inizio della serie. Non appare mai direttamente nella storia, ma viene menzionata frequentemente nei dialoghi e nei suggerimenti del gioco. Kyrie afferma che si intromise nella sua relazione con Rudolf e costrinse quest'ultimo a sposarla. Una volta morta, Rudolf si risposò immediatamente con Kyrie, portando Battler non solo a credere che suo padre avesse tradito sua madre, ma anche a tagliare ogni legame con la famiglia Ushiromiya per i sei anni successivi. Solo in Alliance of the Golden Witch Battler scopre finalmente che Asumu non è la sua madre biologica, rimanendo comunque ignaro della sua vera parentela. Pur essendo frequentemente diffamata da Kyrie, viene suggerito che in realtà Asumu era notevolmente diversa da come descritta, ossia una donna molto dolce capace di avere un effetto calmante su Rudolf, e che questi sposò non soltanto per dovere ma soprattutto per amore.

### Famiglia della seconda figlia femmina
Rosa Ushiromiya (右代宮 楼座?, Ushiromiya Rōza)
Doppiata da: Ami Koshimizu
È la quarta figlia di Kinzo. Essendo la più giovane dei fratelli, ha l'influenza minore durante le riunioni familiari. Il suo ragazzo l'ha abbandonata poco prima della nascita della loro unica figlia Maria. È la presidentessa di una piccola azienda di design i cui affari non vanno tanto bene, "Anti-Rosa", e proprio per questo motivo mira all'eredità del padre per pagare i suoi avallanti. Sembra la più sensibile e pacata dei fratelli, ma siccome è stata oppressa da loro sin dall'infanzia e ha dovuto sopportare le pressioni di una madre single, perde spesso il controllo delle sue emozioni e risponde violentemente e in un modo quasi incontrollabile al comportamento infantile e all'entusiasmo eccessivo per l'occulto della figlia. La sua relazione con Maria è complicata ulteriormente dal fatto che non trascorre abbastanza tempo insieme a lei. D'altro canto Maria, pur sapendo che Rosa le vuole bene e si preoccupa sinceramente per lei, sospetta anche che non l'avrebbe mai voluta partorire e che lei è la ragione per cui sua madre non riesce mai ad avere alcuna relazione stabile con altri uomini. In verità, Rosa non aveva mai voluto coinvolgere Maria nei suoi incontri con Rudolf ed Eva per costringere Krauss ad effettuare la spartizione dell'eredità di Kinzo. Inoltre la sua precedente relazione con il padre di Maria era un tempo serena e felice, fino a quando i due decisero di chiedere un prestito che in seguito gli avrebbe provocato dei problemi finanziari. Ecco perché l'uomo aveva abbandonato Rosa pur essendo incinta, lasciando sia lei che Maria con un grosso debito da saldare. Tuttavia Rosa è ancora convinta che una volta risolta la questione egli farà ritorno e diventerà un padre a tutti gli effetti per Maria, nonostante la sua affermazione di non avere alcuna intenzione di farlo. Sebbene venga spesso descritta negativamente dai suoi fratelli maggiori come una stupida, in realtà nel corso delle varie partite (specialmente negli episodi 2,3 e 7) si dimostra essere segretamente una manipolatrice strategica piuttosto astuta, nonché una mente molto analitica e intuitiva. Custodisce inoltre un segreto oscuro legato alla figura di Beatrice.
Maria Ushiromiya (右代宮 真里亞?, Ushiromiya Maria)
Doppiata da: Yui Horie
È la figlia di nove anni di Rosa. Ha da molto tempo l'abitudine di pronunciare "ūū" (うーうー?) ogni volta che si eccita o si irrita. È molto onesta e ingenua, tanto da credere facilmente alle bugie e prendere seriamente gli scherzi. Vuole bene a sua madre, ma inconsciamente prova risentimento nei suoi confronti, sia per i maltrattamenti fisici che subisce e sia per le lunghe e frequenti assenze della madre che la fanno sentire sola, e desidera che spenda più tempo insieme a lei.  Non avendo interesse negli amici o negli studi, ha invece trascorso il suo tempo coltivando la sua passione per l'occulto, di cui ha ormai una vasta conoscenza. In alcuni momenti, di solito quando si parla di Beatrice o di questioni legate all'occulto, si comporta in maniera molto inquietante, spesso caratterizzata dalla risata "kihihihihi" (きひひひひ?), che innervosisce tutti quelli che la sentono. A causa della sua grande passione per tutto ciò che riguarda la magia e le streghe e al suo amore per sua madre, spesso definisce gli sbalzi d'umore violenti di Rosa interpretandoli nella forma di una "strega nera" che prende il controllo di sua madre durante i suoi attacchi di furia. Crede intensamente nell'esistenza di Beatrice e si arrabbia con chiunque la metta in discussione, dichiarando più volte di averla persino incontrata ed averci giocato insieme. È l'unica discendente di Kinzo ad aver ereditato il suo stesso interesse per l'occulto e la magia nera e, nell'adattamento anime, viene ritratta diverse volte mentre sta guardando in televisione scene di Higurashi no naku koro ni, Higurashi no naku koro ni kai o Higurashi no naku koro ni rei. Le sue lettere trovate dopo l'incidente di Rokkenjima hanno dato vita alle storie dei primi cinque giochi.

### Altri Ushiromiya
Lion Ushiromiya (右代宮 理御?, Ushiromiya Rion)
Doppiato/a da: Ayako Kawasumi
È un membro della famiglia Ushiromiya che esiste soltanto nell'universo alternativo mostrato in Requiem of the Golden Witch, come risultato della decisione di Natsuhi di tenere il neonato offertole da Kinzo diciannove anni prima. In quanto primogenito di Krauss e Natsuhi, è l'erede della famiglia Ushiromiya ed ha un'ottima reputazione tra i suoi parenti, Kinzo incluso, grazie al suo linguaggio educato e alle sue buone maniere, tuttavia egli è in realtà il figlio naturale di Kinzo e sua figlia Beatrice. Diventa il partner di Willard H. Wright durante la sua investigazione sulla morte di Beatrice, diventando sempre più intimo con lui col passare del tempo e pizzicandogli il sedere ad ogni suo comportamento irrispettoso. Ha un aspetto androgino per mantenere l'incertezza sul sesso assegnato al bambino (e molto probabilmente a causa della sua nascita da un incesto).
In tutti gli altri mondi dove non viene accettato da Natsuhi, diventa Sayo Yasuda e, più tardi, Beatrice.
Beatrice Ushiromiya (右代宮 ベアトリーチェ?, Ushiromiya Beatorīche)
Doppiata da: Sayaka Ōhara
Altresì nota come la Beatrice di Kuwadorian, era la figlia di Kinzo e Beatrice Castiglioni, chiamata dal padre con lo stesso nome della madre a causa della sua convinzione che sua figlia fosse la reincarnazione dell'amante. Trascorse tutta la sua vita nella villa segreta di Kuwadorian, dove venne cresciuta da Kumasawa. Una volta diventata più grande, il suo aspetto cominciò ad assomigliare impressionantemente a quello della madre defunta e Kinzo, non vedendola più come una figlia, instaurò presto una relazione sessuale con lei che portò alla nascita di Sayo/Lion. Più tardi la Beatrice di Kuwadorian andò incontro alla sua morte quando una giovanissima Rosa si imbatté per caso nella villa e la portò all'esterno, dove cadde da un dirupo e morì. Le circostanze dietro la sua morte iniziarono così ad ossessionare Rosa, le cui violente reazioni all'interesse della figlia Maria verso l'occulto derivano proprio dall'associazione della magia con la morte di Beatrice. Questa Beatrice è sia l'origine della leggenda della strega dorata che il modello del ritratto nell'entrata della villa principale.
Sayo Yasuda (安田 紗代?, Yasuda Sayo)
Doppiato/a da: Sayaka Ōhara
Altresì noto come Yasu (ヤス?), è l'essere umano che si cela dietro Beatrice. Il suo nome di nascita è Lion Ushiromiya, ma è stato chiamato Sayo Yasuda da Genji nel tentativo di nascondere la sua vera identità. È il bambino nato dall'incesto tra Kinzo e sua figlia Beatrice, cosa che rende Kinzo sia suo padre che suo nonno. Il suo sesso viene tenuto nascosto per tutto il corso del gioco, ma più tardi viene rivelato che è nato biologicamente maschio. Introdotto in Requiem of the Golden Witch, diciannove anni prima delle vicende narrate venne affidato alle cure di Natsuhi, ma poco dopo cadde giù da una rupe e venne dato per morto. In realtà il bambino sopravvisse, ma l'incidente mutilò l'area del suo addome e i suoi organi genitali, e perciò da quel momento in poi venne cresciuto come una femmina. Fu ritrovato da Nanjo e Genji, i quali lo tennero nascosto a Kinzo per evitare che questi tentasse di instaurare un altro rapporto incestuoso con lui. Sayo tornò a Rokkenjima assunto come domestica all'età di nove anni, ma venne fatto passare per una bambina di sei (anche a causa del suo corpo fragile) per nascondere la sua identità a Natsuhi. Viene anche rivelato che, molto probabilmente a causa dell'incidente della rupe, soffre di disturbo dell'identità di genere e che ha ereditato la polidattilia di Kinzo.
Sayo creò Shannon, Kanon e Beatrice prima come amici immaginari e dopo come personaggi alternativi che "recitava" a seconda della situazione. Shannon è stata la personalità che ha personificato tutto quello che Sayo voleva di più, inclusa l'abilità di saper fare ogni compito da domestica nel modo giusto, ecco perché ricevette da Sayo il suo "nome benedetto" della Fukuin, Shannon. Dopo aver "incontrato" Gaap (che inizialmente nacque come sua amica immaginaria), Sayo decise di diventare una "strega", lasciando la personalità di Shannon tutta sola e facendola "andare a trovare" da Beatrice (nome che scelse per il suo nuovo personaggio) di tanto in tanto. Una volta raggiunta la pubertà, Sayo scoprì che non gli cresceva il seno e non gli venivano le mestruazioni come alle altre ragazze, notando inoltre di "sembrare a prima vista un ragazzo". Per questo motivo decise di recitare anche la parte di "Kanon", chiedendosi se impersonare un ruolo maschile l'avesse fatto sentire più naturale.
Il suo amore per i romanzi gialli, un risultato dell'influenza di Kumasawa, gli permise di andare d'accordo piuttosto bene con Battler, di cui alla fine si innamorò. Prima di lasciare la riunione familiare del 1980, Battler promise a Shannon che sarebbe tornato l'anno seguente per portarla via da Rokkenjima. Tuttavia, quello stesso anno, Asumu morì e Rudolf si risposò immediatamente con Kyrie, ragion per cui Battler tagliò tutti i rapporti con la famiglia Ushiromiya e smise di andare alle riunioni familiari. Successivamente, durante un'altra riunione familiare, Kyrie portò con sé una pila di lettere di Battler, indirizzate a tutti gli abitanti dell'isola eccetto Shannon. Proprio per questo motivo Shannon si scoraggiò completamente e Beatrice, per aiutarla, le offrì di assumersi il peso dell'attesa e dell'amore per Battler; Shannon passò quindi il suo amore per Battler a Beatrice (ovvero Sayo nascose il suo amore per Battler nel profondo del suo cuore, dentro il personaggio di "Beatrice" che non rivelava mai al pubblico) e si innamorò di George. Maria in seguito offrì a Beatrice la possibilità di creare insieme un altro universo, in quanto due è il numero di persone necessario per ottenere una realtà appartata. Tuttavia Sayo desiderava fare ciò con Battler ed era ansioso di vederlo tornare, così risolse nel frattempo l'epigrafe (che era stata creata da Kinzo apposta per trovarlo nel caso in cui fosse stato ancora vivo). Come risultato, quando Sayo incontrò Kinzo come suo figlio, ricevette non solo le sue scuse per i peccati del passato, ma anche il titolo di nuovo capofamiglia e il vestito nero indossato da Beatrice, la strega dorata. Fu a questo punto che Sayo scoprì il raccapricciante segreto della sua nascita ed ebbe la conferma di essere nato biologicamente maschio, cosa che lo abbatté definitivamente e diede inizio sia alla sua discesa nella follia, sia ai due dolorosi anni che alla fine lo portarono all'omicidio di massa e al suicidio nei primi quattro giochi, nella speranza di creare una "Terra dorata" dove ognuno avrebbe potuto vivere felicemente.
In realtà, durante i veri eventi di Rokkenjima, Sayo ha recitato la parte di Beatrice e ha dato una lettera a Maria per segnalare l'avvio del gioco. Tuttavia i suoi fratellastri con i loro rispettivi consorti si sono dimostrati molto più intelligenti delle sue aspettative e hanno risolto velocemente il mistero dell'epigrafe prima che potesse iniziare i suoi omicidi, ecco perché è stato costretto ad arrendersi e passargli la proprietà dell'oro, della bomba e delle quattro armi. Ciò ha portato a un terribile scontro tra i quattro fratelli che ha finito per concludersi con la decisione di Rudolf e Kyrie di uccidere tutti quanti con le armi, far sembrare l'accaduto un incidente con la bomba e monopolizzare così il denaro e l'oro. Kyrie ha sparato tra i presenti anche a Sayo, ma questi è sopravvissuto ed è stato trovato più tardi da Battler, che lo ha persuaso a fuggire con lui dall'isola. Tuttavia, alla fine, Sayo non è riuscito a vincere il suo senso di colpa e il suo disgusto per se stesso, e si è suicidato buttandosi in mare.

## Domestici
La villa del capofamiglia degli Ushiromiya dispone di numerosi domestici. Tuttavia, pur essendocene di più, al momento degli omicidi a Rokkenjima ve ne sono soltanto cinque in servizio. La maggior parte di essi proviene da un orfanotrofio di proprietà di Kinzo, la casa Fukuin (福音の家?, Fukuin no ie), e sul posto di lavoro usa degli pseudonimi formati con il kanji 音 come suffisso. Nel corso della storia viene suggerito che in realtà questi domestici siano dei mobili creati dal capofamiglia con la magia e che per questo motivo gli è concesso di portare l'aquila mono-alata sulle loro uniformi. Gli altri domestici e membri del personale sono invece persone normali assunte da Krauss e Natsuhi.
Shannon (紗音?, Shanon)
Doppiata da: Rie Kugimiya
È una giovane cameriera della villa di Kinzo. Il suo vero nome è Sayo (紗代?) ed è una delle personalità di Sayo Yasuda. Ha l'abitudine di fare errori quando è nervosa, pur essendo una domestica estremamente volenterosa e di talento. Considera Kanon un fratello minore e, come lui, pensa di essere solo un mobile, ossia un essere inferiore agli umani. Anche se inizialmente sembra che usi il termine "mobile" per indicare il suo status di domestica, in realtà con esso si riferisce al suo corpo mutilato e alla sua paura di non meritare il sentimento dell'amore a causa del semplice fatto che il suo fisico è incapace di amare. Nonostante ciò, si innamora di George, cosa che la porta lentamente alla follia. È uno dei personaggi che si ricorda meglio di Battler al momento del suo ritorno, citando i suoi discorsi imbarazzanti e chiedendo di lui a Rudolf ogni anno. In quanto personalità di Sayo Yasuda, ossia dell'identità umana di Beatrice e del vero capofamiglia degli Ushiromiya dopo la morte di Kinzo nel 1984, "Shannon" è il colpevole principale dei primi cinque giochi.
Kanon (嘉音?)
Doppiato da: Yū Kobayashi
È un giovane domestico della villa di Kinzo. Il suo vero nome è Yoshiya (嘉哉?), che in seguito si scopre essere un falso nome suggeritogli da Genji. Kanon è infatti la stessa persona di Shannon, altresì nota come Sayo Yasuda. È un domestico serio e obbediente, che svolge gli incarichi dei suoi padroni in silenzio. È un po' fragile ed asociale, e riesce a muoversi inosservato senza fare alcun rumore. Considera Shannon una sorella maggiore e disapprova fortemente i suoi sentimenti per George, ricordandole spesso di non poter amare in quanto mobile. Ipocritamente però, anche lui prova dei sentimenti nei riguardi di Jessica, che tenta di nascondere persino a se stesso ripetendosi di essere solo un "mobile" e non un essere umano a causa del suo corpo mutilato. Tuttavia desidera diventare umano dal profondo del cuore, e spera di poter realizzare il suo desiderio una volta raggiunta la Terra dorata. In quanto personalità di Sayo Yasuda, ossia dell'identità umana di Beatrice e del vero capofamiglia degli Ushiromiya dopo la morte di Kinzo nel 1984, "Kanon" è il colpevole principale dei primi cinque giochi.
Genji Ronoue (呂ノ上 源次?, Ronoue Genji)
Doppiato da: Masato Funaki
È il capomaggiordomo della villa di Kinzo. Beatrice afferma che è stato il primo mobile mai creato dal capofamiglia, nonché la persona di cui Kinzo si fida di più. Nel corso della storia viene suggerito che il demone Ronove abbia assistito Kinzo durante la sua creazione e infatti vi sono diversi suggerimenti riguardo al legame tra i due, uno tra i quali i loro nomi dalla pronuncia quasi uguale. Sebbene venga mostrato brevemente in Turn of the Golden Witch, è molto abile con i coltelli e i pugnali. È una delle persone che ha trovato e cresciuto Sayo da bambino. Inoltre è sottinteso che durante alcuni omicidi abbia aiutato a nascondere i cadaveri, arrivando anche ad uccidere lui stesso Nanjo e Kumasawa nel secondo episodio.
Toshiro Gohda (郷田 俊朗?, Gōda Toshirō)
Doppiato da: Hitoshi Bifu
È il capocuoco della villa di Kinzo, per cui lavora da due anni. A differenza degli altri domestici nella villa, è stato assunto da Krauss e Natsuhi, e per questo motivo il suo rango nella servitù è molto basso. È estremamente orgoglioso delle sue abilità culinarie. In passato era il cuoco di un famoso hotel a cinque stelle e, proprio per la sua esperienza, si ostina a guardare dall'alto verso il basso sia Shannon che Kanon. Tuttavia, pur dando questa impressione a prima vista, è in realtà piuttosto preoccupato per loro ed è molto affidabile nel momento del bisogno. A causa dell'antipatia personale di Sayo nei suoi confronti, viene spesso ritrovato tra le prime vittime.
Chiyo Kumasawa (熊沢 チヨ?, Kumasawa Chiyo)
Doppiata da: Yasuko Hatori
È una lavoratrice part-time che aiuta con le faccende domestiche nella villa di Kinzo. Si sottrae spesso alle sue responsabilità, e adora raccontare storie e fare scherzi, soprattutto quelli che coinvolgono gli sgombri. È una delle persone che si è presa cura di Sayo da bambino ed è colei che gli ha insegnato tutto ciò che sa sui romanzi gialli e la "magia". Come risultato dimostra di avere una specie di legame con la strega Virgilia, essendo stata la sua fonte di ispirazione.

## Altri umani

### Ospiti
Terumasa Nanjo (南條 輝正?, Nanjō Terumasa)
Doppiato da: Akihiko Ishizumi
È il medico personale e amico intimo di Kinzo, nonché il suo avversario negli scacchi. È una delle poche persone a cui Kinzo abbia mai aperto il suo cuore, avendogli confidato diversi segreti, pensieri e sentimenti. Ha un carattere calmo e gentile, e vive sull'isola da molto tempo, senza mai essersi arrabbiato per il temperamento caldo del suo paziente. Possiede una clinica a Nii-jima, l'isola più vicina a Rokkenjima, ma si è dimesso in favore del figlio Masayuki. In passato aiutò Kinzo a celare l'esistenza della Beatrice originale e, più tardi, trovò e diede una mano a nascondere Sayo per paura che il suo vecchio amico potesse ripetere lo stesso peccato commesso su di lei.
Erika Furudo (古戸 ヱリカ?, Furudo Erika)
Doppiata da: Natsuko Kuwatani
È una giovane detective che viene introdotta in End of the Golden Witch. Il suo aspetto è quello di una studentessa delle scuole medie dai capelli blu, tuttavia è molto intelligente e possiede una memoria formidabile che le permette di ricordare tutto ciò che vuole in pochi secondi e per molto tempo. In pubblico si comporta in maniera molto educata e gentile, e dimostra più volte di avere una grande passione per gli enigmi e i misteri. In realtà però è spietata e astuta, e desidera risolvere i misteri solo per vantarsi di esserci riuscita e di essersi dimostrata superiore a coloro che li hanno creati. Soffre di un serio complesso di inferiorità e, ogni volta che le cose non vanno secondo i suoi piani, cede facilmente alle emozioni.
Secondo le storie di End e Dawn of the Golden Witch, Erika sarebbe presumibilmente caduta in mare da una nave nei pressi di Rokkenjima il 4 ottobre 1986, per poi essere naufragata poco dopo sulle spiagge dell'isola ed essere stata accolta dalla famiglia Ushiromiya come ospite. Dal punto di vista magico, invece, è un semplice pezzo aggiunto sulla scacchiera da Bernkastel e creato dalla strega a sua immagine e somiglianza. Il suo scopo è quello di assumere il ruolo di detective nel gioco ed indagare sulla natura dei vari omicidi, raccogliendo indizi sulla tavola da gioco e interagendo con i personaggi al di fuori della scacchiera per presentarli personalmente con qualche teoria. Il suo nome è un richiamo al personaggio di Higurashi no naku koro ni Rika Furude.

### Personaggi del 1998
Juza Amakusa (天草 十三?, Amakusa Jūza)
Doppiato da: Kōji Yusa
È un giovane ragazzo dal carattere irrequieto che non sopporta la noia e che viene assunto da Okonogi come guardia del corpo di Ange. È sempre stato dalla parte di Ange nonostante fosse stato originariamente assunto da Eva, la quale col passare del tempo aveva iniziato a provare risentimento nei confronti della nipote. A causa della sua natura loquace, venne licenziato da Eva prima che morisse. È molto abile nell'utilizzo di varie armi. Gli avvenimenti di Dawn of the Golden Witch suggeriscono che sia più leale a Okonogi che ad Ange.
Tetsuro Okonogi (小此木 鉄郎?, Okonogi Tetsurō)
Doppiato da: Jūrōta Kosugi (anime), Ken Narita (PS3)
È il presidente di un'azienda legata a quelle di Rudolf e Hideyoshi. Ange lo interroga su tutto quello che sa sugli omicidi di Rokkenjima, pur consapevole del rischio di poter essere tradita. Anche se è stato assunto dalla famiglia Sumadera per bloccare Ange e permettere loro di prendere il controllo delle sue ricchezze, alla fine si dimostra un alleato fondamentale della ragazza e la aiuta a fuggire, assumendo Amakusa per proteggerla. Influenza fortemente Ange nella sua battaglia contro Beatrice, dicendole che secondo lui la verità può essere vista soltanto con l'amore. Il suo aspetto è identico a quello del personaggio Okonogi di Higurashi no naku koro ni, anche se le loro personalità sono leggermente diverse.
Kasumi Sumadera (須磨寺 霞?, Sumadera Kasumi)
Doppiata da: Atsuko Tanaka (anime), Sumi Shimamoto (PS3)
È la seconda figlia della famiglia Sumadera, nonché la sorella minore di Kyrie. Poiché Kyrie doveva essere l'erede ufficiale dei Sumadera, Kasumi aveva trascorso tutta la sua vita come una principessa viziata. Tuttavia quando la sorella tagliò tutti i rapporti con i Sumadera per entrare nella famiglia Ushiromiya, fu costretta ad assumersi la responsabilità del ruolo di ereditiera. Per questo motivo incolpa la sorella di tutte le pressioni che ha dovuto improvvisamente sopportare da quel momento in poi, detestando qualsiasi cosa la riguardi, sua figlia Ange inclusa. È molto più aperta e caritatevole di Kyrie, ma nemmeno questi suoi pregi riescono a mascherare la sua invidia maligna. Nel 1998 partecipa a una contesa interna della famiglia Sumadera riguardo a chi avrebbe dovuto controllare le vaste ricchezze che Ange possiede in quanto capo degli Ushiromiya. In realtà però desidera solo trovare Ange e riuscire ad ucciderla per alleviare il suo odio verso la ormai deceduta sorella. Affronta Ange su Rokkenjima, dove si prende gioco della sua fede nell'esistenza della magia e distrugge il suo ricordo più caro, il diario di sua cugina Maria. Poco dopo aver sfidato Ange a mostrare la sua magia, viene uccisa dai picchetti del Purgatorio, o molto più probabilmente da Amakusa.
Masayuki Nanjo (南條 雅行?, Nanjō Masayuki)
Doppiato da: Akihiko Ishizumi
È il figlio di Terumasa Nanjo. Ha il ruolo di primario in un ospedale a Niijima, lasciatogli dal padre quando questi andò a lavorare a Rokkenjima per Kinzo. A causa della sensibilità familiare riguardo alla morte di Terumasa, prova risentimento nei confronti dei mass media per la rappresentazione piuttosto irriverente dell'incidente avvenuto su Rokkenjima, preferendo non dire nulla al riguardo. Viene interrogato da Ange durante l'investigazione della ragazza sull'incidente, e decide di confidarsi soltanto con lei in quanto entrambi vittime che hanno perso i propri parenti sull'isola.
Sabakichi Kumasawa (熊沢 鯖吉?, Kumasawa Sabakichi)
Doppiato da: Hideyuki Umezu
È uno dei figli di Chiyo Kumasawa. Lavora come pescatore a Niijima e, come sua madre, ha un carattere generoso e spensierato. È uno dei parenti delle vittime di Rokkenjima che Ange interroga durante la sua investigazione.
Ootsuki (大月?, Ōtsuki)
Doppiato da: Takayuki Kondō
È il membro giapponese più autorevole dei Witch Hunt, un'organizzazione internazionale di appassionati dell'occulto dedita alla ricerca della tragedia di Rokkenjima dal punto di vista magico. Tuttavia la loro presenza e attività non sono affatto apprezzate dai membri sopravvissuti delle vittime di Rokkenjima, dato che hanno messo in cattiva luce l'accaduto sui giornali scandalistici. Il nome dell'organizzazione deriva dal gruppo amatoriale di traduzione inglese del gioco, ossia i "Witch Hunt".
Kawabata (川畑?)
Doppiato da: Daisuke Matsuoka
È il capitano di una barca ad alta velocità che trasporta la famiglia Ushiromiya dalla terraferma all'isola e viceversa. Dopo l'incidente di Rokkenjima, si ritiene in parte responsabile dell'accaduto per non essere andato a riprendere più presto la famiglia, nonostante il tifone in arrivo che gli aveva impedito di farlo. Nel 1998 accetta di portare Ange a Rokkenjima nella speranza di trovare pace trasportando ancora una volta un membro della famiglia Ushiromiya sull'isola. Grazie a lui Ange scopre che Sakutaro, il compagno intimo di Maria, non è un animale di pezza unico.
Ikuko Hachijo (八城 幾子?, Hachijō Ikuko)
Doppiata da: Michiko Neya
Introdotta in Dawn of the Golden Witch con il nome Toya Hachijo (八城 十八?, Hachijō Tōya), è una misteriosa autrice di romanzi gialli che ha scritto delle storie sugli omicidi di Rokkenjima basate sulle versioni contraddittorie di Legend e Turn of the Golden Witch, ovvero sui messaggi di Maria ritrovati dopo la tragedia in due bottiglie di vino diverse. È la forma umana di Featherine Augustus Aurora, nonché la strega senza limiti del 1998. Al momento di Dawn of the Golden Witch ha già scritto Banquet, Alliance ed End of the Golden Witch, e quando finisce Dawn, organizza un incontro con Ange per farglielo leggere. Ciò sembra accadere durante il viaggio di Ange verso Rokkenjima in Alliance of the Golden Witch, anche se in seguito la ragazza non sembra ricordarsene. In Twilight of the Golden Witch si scopre che è stata lei ad aver salvato la vita a Battler (il quale ha poi sofferto di amnesia dopo essere sopravvissuto all'incidente di Rokkenjima) e che da quel momento in poi i due avevano scritto e pubblicato romanzi gialli insieme con lo pseudonimo condiviso di "Toya Hachijo".
Toya Hachijo (八城 十八?, Hachijō Tōya)
Doppiato da: Daisuke Ono
È il nome che viene dato a Battler Ushiromiya dopo essere stato ritrovato ancora vivo da Ikuko Hachijo in seguito all'incidente di Rokkenjima. Soffre di amnesia e non ricorda niente di se stesso se non che aveva diciotto anni al momento del suo salvataggio (da qui il nome "Toya" scritto con gli stessi kanji del numero diciotto). Vive insieme a Ikuko e la aiuta con la pianificazione e direzione dei suoi romanzi, che lei pubblica sotto il suo nome. Ha iniziato a recuperare i suoi ricordi come Battler dopo aver sentito dell'incidente di Rokkenjima da Ikuko ma, essendo diventato ormai un individuo del tutto diverso dal suo se stesso del passato, ha sviluppato un disturbo di personalità per paura che la sua vecchia identità lo facesse scomparire una volta rimanifestatasi. Proprio per questo motivo ha tentato persino di suicidarsi, azione che lo ha confinato su una sedia a rotelle. È il responsabile della scrittura della maggior parte degli eventi narrati nel corso della serie, essendo stato questo il suo modo di affrontare i suoi ricordi confusi. Al termine della storia riesce a raggiungere infine la verità, lasciando andare i suoi ricordi come Battler senza rimpianti e permettendo così a "Battler" finalmente di morire e riunirsi con Sayo e il resto della sua famiglia.

### Personaggi del 1944
Beatrice Castiglioni (ベアトリーチェ・カスティリオーニ?, Beatorīche Casutiriōni)
Doppiata da: Sayaka Ōhara
Altresì chiamata Bice (ビーチェ?, Bīche), era la figlia di un ufficiale della Repubblica Sociale Italiana e l'amante di Kinzo, dalla cui relazione nacque la Beatrice che in seguito sarebbe diventata l'origine della leggenda della strega dorata. Giunse a Rokkenjima, che al tempo era una base segreta giapponese, in un sottomarino contenente dieci tonnellate di oro insieme al padre, il quale morì durante il viaggio. Solo lei e il giovane Kinzo riuscivano a parlare inglese sull'isola e quindi assunsero il ruolo di interpreti per permettere ai soldati italiani e giapponesi di comunicare. Grazie a ciò passarono del tempo insieme e finirono così per innamorarsi. Dopo la fine della guerra visse nella villa Kuwadorian a Rokkenjima e lì ebbe una figlia con Kinzo, morendo poco dopo il parto. Impazzito dal dolore, Kinzo chiamò la loro figlia come sua madre, ritenendo che fosse la sua reincarnazione a causa dell'impressionante somiglianza.

## Streghe e stregoni
Nell'universo di Umineko When They Cry le streghe sono esseri viventi in possesso di poteri che consentono loro di superare i limiti umani. Generalmente il termine "strega" indica le femmine, mentre "stregone" si riferisce ai maschi. Tutte le streghe erano una volta degli esseri umani che hanno poi imparato ad usare la magia oppure l'hanno manifestata tramite emozioni intense. Gli umani che invece possono usare la magia, ma non riescono a sfruttarla al massimo delle sue potenzialità, sono definiti maghi.
Le streghe sono classificate in base al tipo di magia che sono in grado di utilizzare. Il tipo più ricorrente nel corso della storia è quello della magia senza limiti, che garantisce alle streghe il potere di distruggere e riparare ogni cosa, la vita degli esseri umani inclusa, all'infinito. Le streghe con questa abilità, come Beatrice, sono note come le "streghe senza limiti" e sono fortemente rispettate, anche se spesso dimenticano completamente il concetto di vita e morte e dunque si corrompono facilmente. Pur avendo un tale potere, le streghe senza limiti e tutte quelle di classe inferiore sono esseri molto limitati, dato che sono confinate nei loro territori specifici non essendo capaci di usare i loro poteri per uscire da essi. Le streghe che invece acquisiscono la capacità di andare in altri territori chiamati "frammenti" (カケラ?, kakera), come Bernkastel e Lambdadelta, sono dette viaggiatrici ed hanno ben pochi avversari di cui preoccuparsi, anche se il loro senso del valore viene spesso distorto dal tempo e la loro anima può essere perduta durante i loro viaggi, che spesso sperano non abbiano mai fine. Le streghe di un ordine ancora più elevato sono le creatrici, esseri che possiedono la capacità di creare qualcosa dal nulla. Si dice che le viaggiatrici diventino creatrici alla fine dei loro viaggi, cosa che temono per ragioni sconosciute.
In seguito viene tuttavia rivelato che la magia non esiste per davvero, e che "streghe" è un termine usato per riferirsi alle persone in grado di eseguire dei trucchi senza che gli altri riescano a spiegarli tramite i mezzi umani (tossina anti-magia), accettando pertanto l'idea che utilizzino la "magia".
Beatrice (ベアトリーチェ?, Beatorīche)
Doppiata da: Sayaka Ōhara
È la strega dorata e la strega senza limiti, nonché l'antagonista principale dei primi quattro giochi della serie. Da Banquet of the Golden Witch ci si riferisce affettuosamente a lei col diminutivo "Beato" (ベアト?). Appare per la prima volta nel "Tea party" di Legend of the Golden Witch, quando affronta Battler riguardo al suo rifiuto di accettare che i suoi amici e la sua famiglia siano stati uccisi dalla magia, e lo sfida a un gioco nel quale deve dimostrare il contrario da Turn of the Golden Witch in poi. È una strega che ha vissuto per oltre mille anni, capace sia di trasformarsi in uno sciame di farfalle dorate, che di evocare demoni dei 72 pilastri di alto rango per servirla. Si dice che gli umani possano evocarla per farsi concedere dei desideri in cambio di un compenso, anche se spesso agisce in maniera capricciosa. È anche colei che si dice abbia dato dieci tonnellate di oro a Kinzo e lo abbia servito come consulente alchemico della famiglia Ushiromiya. Tuttavia è diffusa pure un'altra storia, secondo la quale una donna di nome Beatrice sia stata tenuta da Kinzo come amante in una villa segreta a Rokkenjima, chiamata Kuwadorian, fino alla sua morte nel 1967.
Più tardi viene rivelato che non è davvero una "strega", bensì un umano che desidera nascondere a Battler la verità di Rokkenjima nel disperato tentativo di fargli comprendere il suo cuore. La sua vera identità è quella di Shannon e Kanon, i servi della famiglia Ushiromiya, e del bambino transgender di Kinzo e Beatrice Ushiromiya. Il suo vero nome è Sayo Yasuda. È innamorato di Battler, come anche di George e Jessica, ma ritiene di essere incapace di amare a causa del suo corpo mutilato e delle circostanze riguardo alla sua nascita.
Frederica Bernkastel (フレデリカ ベルンカステル?, Furederika Berunkasuteru)
Doppiata da: Yukari Tamura
È la strega dei miracoli. Si dice che risieda in un mondo dove i concetti come fato e probabilità possano essere visualizzati. Partecipa al gioco di Beatrice per attenuare la sua noia, e assiste il giocatore dando alcuni suggerimenti sui meccanismi del gioco. La sua "magia dei miracoli" le permette di riavviare una situazione disperata fintanto che le probabilità di una situazione favorevole non equivalgano a zero. Desidera sconfiggere Beatrice a prescindere dai mezzi utilizzati per questo scopo. Nel corso dei primi quattro giochi, mantiene una personalità gelida e distaccata, ma al termine di Alliance of the Golden Witch e nel corso dei quattro giochi successivi si rivela essere diabolica e giocosamente crudele quanto Lambdadelta, se non di più. Featherine la nomina game master di Requiem of the Golden Witch. Nell'ottavo gioco, Twilight of the Golden Witch, rapisce la piccola Ange e la fa andare contro Battler per ottenere l'unica verità di Rokkenjima. Alla fine viene sconfitta in un duello contro Battler ed Ange, e viene mostrata lasciare il frammento in direzione opposta a quella di Lambdadelta. Le sue armi preferite d'attacco sono i suoi seguaci a forma di gatto oppure una falce capace di separare miracoli e fantasia dalla realtà. Oltre ad essere omonima di un personaggio di Matsuribayashi-hen, il suo nome, Frederica, è riconducibile alla bambina di Higurashi no naku koro ni Rika Furude.
Lambdadelta (ラムダデルタ?, Ramudaderuta)
Doppiata da: Fuyuka Ōura
È una strega che in passato ha combattuto contro Bernkastel in un altro "gioco". In dei suggerimenti supplementari è stato rivelato infatti che ha aiutato Miyo Takano in Higurashi no naku koro ni, ma oltre al fatto che si assomiglino non vi è nessun altro tipo di collegamento. È piuttosto infantile e, anche se in realtà si prende cura di Bernkastel, porta rancore nei suoi confronti per essere stata finalmente battuta da lei nel loro ultimo gioco. È nota come la "strega della certezza" e, prima di essere stata sconfitta da Bernkastel, come la "strega più potente dell'universo". È infatti la strega più potente dopo Bernkastel, e viene temuta da molte altre streghe, Beatrice inclusa. La sua "magia della certezza" le permette di uccidere chiunque senza possibilità di fallimento, cosa che le consente di evitare il principale requisito magico di Umineko: la presenza del rischio. Proprio come Bernkastel, è una strega viaggiatrice. Desidera che Battler e Beatrice combattano tra di loro per l'eternità come parte di un complotto più grande per far perdere Bernkastel contro di lei, e tenta persino di influenzare Ange-Beatrice per far continuare i giochi a tempo indeterminato. Nonostante tutto ciò, alla fine si dimostra essere veramente dalla parte di Battler, e tenta di aiutarlo nel corso di Twilight of the Golden Witch. Durante il suo scontro con Bernkastel, le sue armi preferite sono state dei pezzi di caramelle e dolci che poteva muovere alla velocità dei proiettili e che poteva far esplodere al contatto.
Publius Virgilia Maro (プブリウス・ワルギリア・マロ?, Puburiusu Warugiria Maro)
Doppiata da: Kikuko Inoue
È la strega senza limiti precedente a Beatrice e la sua insegnante di magia. Il suo nuovo nome, avendo passato "Beatrice" alla sua apprendista, proviene dal personaggio Publio Virgilio Marone della Divina Commedia, colui che guida Dante attraverso l'Inferno e il Purgatorio fino a Beatrice, ovvero alla sua guida attraverso il Paradiso. È una strega dai capelli argentati che possiede dei grandi poteri, nonostante il fatto che la maggior parte di essi li abbia ceduti a Beatrice insieme al titolo di "strega senza limiti". Assiste Battler nel corso di Banquet of the Golden Witch, aiutandolo a formulare teorie in grado di far fronte alle affermazioni enunciate da Beatrice, anche se alla fine si scopre che la sua lealtà risiede interamente nella sua apprendista, avendo collaborato con lei ed avendola assistita segretamente durante tutto il gioco nel tentativo di far accettare a Battler l'esistenza delle streghe. Tuttavia in End of the Golden Witch finisce per diventare di nuovo un'alleata di Battler quando questi diventa stregone senza limiti. Pur essendo un po' imbranata, è un'avversaria molto pericolosa dato che arriva quasi a sconfiggere Beatrice in combattimento se non per un attacco a sorpresa. In realtà è la manifestazione di Kumawasa nel modo in cui Sayo la vedeva da bambino.
Eva-Beatrice (エヴァ・ベアトリーチェ?, Eba Beatorīche)
Doppiata da: Miki Itō
È una strega che risiede nel cuore di Eva. Rappresenta tutti i suoi sentimenti e desideri più oscuri dell'infanzia, tra cui la sua avidità per l'eredità della famiglia Ushiromiya, ragion per cui possiede il suo aspetto di quando era ancora una giovane ragazza. Appare per la prima volta in Banquet of the Golden Witch, quando aiuta Eva a risolvere l'enigma dell'epigrafe di Beatrice, facendole trovare così l'oro nascosto di Kinzo e facendola diventare il nuovo capofamiglia degli Ushiromiya. Come stipulato nell'epigrafe, acquisisce anche il nome "Beatrice" e le vengono garantiti i titoli di strega dorata e strega senza limiti con Lambdadelta come sua guardiana. Viene descritta da Ange come una "strega nera" nel quarto arco, riferendosi alla sua capacità di controllare gli altri attraverso la rabbia e l'odio. Si dimostra sotto molti aspetti più crudele, e al tempo stesso più creativa, della Beatrice originale, in quanto, quando appare davanti a Rosa e Maria per sacrificarle, usa la sua magia senza limiti per "giocare" con le sue vittime e ucciderle in modi bizzarri (ad esempio facendole annegare in un mare di gelatina multicolore oppure schiacciandole con una montagna di torta) per poi resuscitarle ed ucciderle di nuovo, ciclo che si ripete fino a quando non si stanca. Al tempo stesso è anche molto più pigra poiché in seguito ucciderà i restanti residenti sull'isola tramite le Chiester da lei evocate. Sebbene sembri essere stata annientata alla fine di Banquet of the Golden Witch, quando Beatrice nega apparentemente l'esistenza delle streghe con la verità rossa, può sia soffermarsi intorno a coloro in possesso di sentimenti di rabbia e odio molto forti, che riapparire fino a quando la vera Eva continua a provare intensi sentimenti negativi nel suo cuore.
Ange-Beatrice (エンジェ・ベアトリーチェ?, Enje Beatorīche)
Doppiata da: Rina Satō
È la forma da strega di Ange Ushiromiya e una delle succeditrici al nome "Beatrice". Ha ereditato i titoli di strega dorata e strega senza limiti da Eva sul suo letto di morte nel 1998 dopo gli eventi di Banquet of the Golden Witch e, con la benedizione di Bernkastel, è diventata l'ultima strega del suo tempo. Proprio come suo fratello Battler, nega le streghe ed ha una forte resistenza magica. Tuttavia accetta anche la possibilità che la magia e le streghe esistano per coloro che ci credono e perciò può sia usare la magia che evocare mobili, in particolare le sette sorelle del Purgatorio, cosa che la rende una formidabile minaccia per le streghe e gli altri esseri magici. In opposizione alle "streghe nere" come Eva-Beatrice, usa la "magia bianca" per portare felicità attraverso l'amore, sperando di riuscire dove Maria non è stata in grado di fare prima di soccombere alla "magia nera". Si risveglia anche come la "strega della resurrezione", capace di resuscitare umani e mobili tramite qualsiasi recipiente, ed usa la sua "magia della resurrezione" solo una volta su Sakutaro, l'amato animale di pezza e migliore amico di Maria che era stato creato e poi distrutto da Rosa, riportandolo sano e salvo alla bambina e compiendo qualcosa che nemmeno Beatrice era stata capace di fare. In seguito si scopre che ciò è stato possibile poiché, al contrario di quanto si credeva, Sakutaro non è unico nel suo genere, e quindi solo Ange che era venuta a scoprirlo ha potuto resuscitarlo nel mondo di Maria.
Nel corso di Alliance of the Golden Witch diventa un'alleata di Battler al di fuori della tavola da gioco, sperando di rivelare la verità sugli omicidi di Rokkenjima e liberare la sua famiglia dalle grinfie di Beatrice. Le è però proibito rivelare la sua vera identità a Battler, e per questo motivo gli si presenta come Gretel (nome che Battler stesso suggerisce scherzosamente possa essere un riferimento alla fiaba Hänsel e Gretel). Sia lei che Battler riconoscono tuttavia che ella non possa essere ritenuta una vera e propria alleata, considerando come Beatrice aveva manipolato ed ingannato Battler in Banquet of the Golden Witch. Come risultato, Ange partecipa al gioco di Battler e Beatrice come terza fazione, osservando gli altri due da lontano e fornendo ogni tanto suggerimenti al fratello su come risolvere i vari misteri, il tutto mentre gli concede di considerare se crederle o meno. È la responsabile del principale cambiamento del corso del gioco, facendo ottenere a Battler l'abilità di usare la verità blu contro quella rossa di Beatrice. Tuttavia viene rivelato da Lambdadelta che Ange non è nient'altro che una pedina piazzata da Bernkastel nel gioco per prevenire la vittoria di Beatrice, e inoltre che se anche fosse riuscita a salvare i suoi parenti, essi sarebbero ritornati alla sua se stessa del passato nel 1986 e non alla se stessa del presente nel 1998.
Quando Beatrice perde interesse per il gioco e lo abbandona ritenendo Battler non qualificato per essere il nipote di Kinzo e quindi il suo avversario, facendo mettere così in dubbio a Battler la sua stessa identità e facendolo pian piano svanire dall'esistenza, Ange interviene per risolvere la questione sulla discendenza del fratello e riesce a farlo riprendere gradualmente. Tuttavia è solo quando gli rivela la sua vera identità che riesce a resuscitarlo del tutto. Avendo dunque violato la regola di tenere la sua identità segreta, Ange viene violentemente fatta a pezzi e uccisa. La sua morte però spinge una volta per tutte Battler a voler vincere il gioco e liberare la sua famiglia, desiderio che non sparisce più per tutto il resto della serie. Intanto Ange-Beatrice ritorna più tardi in Dawn of the Golden Witch come "lettrice" di Featherine per il sesto gioco. In Twilight of the Golden Witch, invece, Ange riappare con la sua forma da strega dopo l'incontro con Bernkastel e Featherine, riuscendo in seguito ad ottenere l'unica verità di ciò che è accaduto a Rokkenjima in quei due giorni. Tuttavia, una volta venuta a conoscenza del suo contenuto, non riesce ad accettarlo come la verità, e viene distrutta e liberata nel mare di frammenti per poi essere resuscitata da Beatrice. Alla fine decide di unirsi al gruppo contro Bernkastel e riesce a sconfiggerla una volta per tutte, risvegliandosi come la vera "strega della resurrezione".
Maria (マリア?)
Doppiata da: Yui Horie
È la forma da strega di Maria Ushiromiya, essendo diventata l'apprendista di Beatrice dopo aver dato un'anima a Sakutaro. Per riuscire a compiere questo tipo di impresa è una potenziale creatrice, ossia una strega di rango addirittura superiore a quello di Bernkastel e Lambdadelta, e viene trattata da Beatrice come una sua eguale. Nota col titolo di "strega delle origini", è in grado di creare qualcosa dal nulla. In Alliance of the Golden Witch viene rivelato che è affiliata alle Mariage Sorcière, un'alleanza di streghe di cui lei e Beatrice sono membri esclusivi. È anche l'insegnante di magia di Ange, nonostante il fatto che non si potessero vedere in quanto quest'ultima era stata espulsa dalle Mariage Sorcière.
Goldsmith (ゴールドスミス?, Gōrudosumisu)
Doppiato da: Mugihito
È la forma da mago di Kinzo Ushiromiya e il principale antagonista di Alliance of the Golden Witch. Pur avendo la stessa perseveranza della sua versione umana, è in perfetta salute invece che in punto di morte, ed è un evocatore estremamente potente, capace di evocare e controllare allo stesso tempo le tre Chiester, Ronove, Gaap e Virgilia. Il suo nome è un'allusione al primo gioco, quando Battler, per dare anche a lui una denominazione occidentale, lo chiama scherzosamente Goldsmith, dal momento che "Kinzo" significa letteralmente "magazzino d'oro".
Erika Furudo (古戸 ヱリカ?, Furudo Erika)
Doppiata da: Natsuko Kuwatani
È la "strega della verità" e la forma da strega di Erika Furudo. Al termine di End of the Golden Witch, Erika viene nominata temporaneamente "strega della verità" e "signora del territorio" da Bernkastel come premio per la sua investigazione sugli omicidi del gioco e per il risultato di aver accusato con successo Natsuhi come colpevole, negando completamente l'illusione della strega. Tuttavia poco dopo perde entrambi i titoli a causa di Battler, che le distrugge la teoria e la costringe ad elaborarne un'altra per raggiungere un pareggio. È l'avversaria di Battler in End e Dawn of the Golden Witch, nella speranza di ucciderlo e mettere alla luce la verità sulle streghe. La sua arma preferita durante i dibattiti delle verità rosse e blu è una falce blu. In Dawn of the Golden Witch riesce ad approfittarsi di un logic error nel gioco di Battler e diventa così la vera "strega della verità". Tuttavia nel momento culminante viene sconfitta da Beatrice e Battler, e la sua esistenza viene cancellata definitivamente. A differenza di Battler e Maria, dopo aver ottenuto il rango di strega viene chiamata ancora col suo nome completo, "Erika Furudo", piuttosto che soltanto "Erika".
Battler (バトラ?, Batora)
Doppiato da: Daisuke Ono
È lo stregone senza limiti e la forma da stregone di Battler Ushiromiya. Al termine di End of the Golden Witch, Battler viene nominato "stregone senza limiti" e "stregone dorato" da Lambdadelta dopo aver acquisito il potere di Beatrice ed essere diventato il nuovo game master. Con l'assistenza dei mobili di Beatrice, batte la teoria di Erika con Natsuhi come colpevole proponendo un'altra versione dei fatti secondo la quale la mente dietro gli omicidi del gioco è lui stesso. In Dawn of the Golden Witch diventa sempre più ossessionato dalla resurrezione di Beatrice, ma i suoi sforzi si dimostrano infruttuosi quando produce una Beatrice di carattere molto più docile, infantile e ingenua che non possiede i ricordi della Beatrice originale. Tenta di dimostrare la sua comprensione del gioco dirigendo Dawn of the Golden Witch, ma finisce per provocare inavvertitamente un logic error di cui Erika si prende vantaggio, facendolo arrendere a lei completamente. Tuttavia alla fine, insieme alla appena risvegliata Beatrice, riesce a sconfiggere definitivamente Erika e a vincere il gioco. Siccome è a conoscenza di tutta la verità dietro la tavola da gioco, può utilizzare la verità dorata.
Featherine Augustus Aurora (フェザリーヌ・アウグストゥス・アウローラ?, Fezarīnu Augusutusu Aurōra)
Doppiata da: Michiko Neya
È la forma da strega di Ikuko Hachijo, anche se tecnicamente non sono la stessa entità, e la strega dell'opera. Afferma di essere stata in passato la game master di numerosi giochi, anche se li ha dimenticati tutti da molto tempo. Possiede un dispositivo a forma di mezza luna che le fluttua intorno alla testa e che serve a non farle dimenticare alcuni ricordi, come il suo nome, aspetto e personalità. Convince Ange a leggere la storia di Dawn of the Golden Witch e la sfida a trovare la verità su di essa. Conosce Bernkastel da molto tempo e la nomina game master di Requiem of the Golden Witch.
Alcune caratteristiche del suo aspetto, nello specifico il suo vestito e il dispositivo a sostegno della sua memoria, ricordano vagamente i vestiti e le corna del personaggio Hanyuu Maru di Higurashi no naku koro ni. Anche alcune parti del suo nome sembrano alludere ad Hanyuu: quando tradotti approssimativamente, i due kanji che formano il nome di Hanyuu (羽入?, Hanyū) danno come risultato "feather" (羽?, hane) ed "in" (入?, iri) che, messi insieme, più o meno costituiscono il suo primo nome "Featherine"; inoltre i primi due katakana del suo secondo nome e del suo cognome, "Au" (アウ?), vengono continuamente ripetuti da Hanyuu con l'espressione "auau" (あぅあぅ?). Infine, come Hanyuu, tende a chiamare i personaggi umani "figli dell'uomo" invece che con i loro veri nomi. Nonostante il suo aspetto e le sue buone maniere, è quasi l'antagonista principale della serie: è la responsabile della creazione e dell'allenamento di Bernkastel, è molto più potente sia della strega dei miracoli che di Lambdadelta ed è interessata a riscrivere la storia a suo vantaggio, senza curarsi della verità o di chiunque altro.

## Mobili
Il termine "mobile" (家具?, kagu) in Umineko viene usato per riferirsi a coloro che sono al servizio di altri in maniera simile a quella dei domestici, ad eccezione per il fatto che quelli definiti mobili sono esseri evocati o creati da un mago o una strega. Il numero e il tipo di mobili che possono essere evocati allo stesso tempo dipende dall'abilità dell'evocatore. Il termine è anche usato come una forma di disumanizzazione. Oltre ai poteri speciali, come ad esempio la trasformazione e le barriere, la maggior parte dei mobili ha anche l'abilità di far apparire una lama magica di luce su una delle proprie mani per poter combattere.

### Grandi demoni
I Grandi demoni dei 72 pilastri sono i conti di rango più alto dell'inferno e sono basati sui 72 demoni di Piccola Chiave di Salomone. A differenza dei mobili normali, i demoni non vengono creati da streghe o stregoni, bensì stipulano dei contratti in cambio dei loro servigi. Grazie alla loro nobiltà all'inferno, sono ben rispettati nella società delle streghe.
Ronove (ロノウェ?, Ronowe)
Doppiato da: Tomokazu Sugita
È il ventisettesimo dei Grandi demoni dei 72 pilastri. È il maggiordomo e il capo dei mobili di Beatrice (e in seguito di Battler). Serve spesso tè nero e dolcetti a Beatrice e ai suoi ospiti. Le sue maniere sono sempre eleganti ed ha un carattere estremamente calmo. Il suo sorriso è molto difficile da interpretare, anche per i suoi padroni. Anche se ha fatto un contratto con Beatrice per servirla in cambio di alcuni oggetti preziosi, non esita a prenderla in giro o ad agire molto liberamente. Ha una specie di legame con Genji Ronoue, simile a quello tra Virgilia e Chiyo Kumasawa. Come Virgilia, Ronove è un'allusione al modo in cui Sayo vedeva Genji da bambino. In Alliance of the Golden Witch combatte contro Jessica e mostra di poter creare delle barriere di protezione molto resistenti, utili sia in attacco che in difesa, che è in grado di potenziare per deviare gli attacchi o respingere i nemici. Può anche usare una barriera speciale che restituisce il danno indietro all'attaccante.
Gaap (ガァプ?, Gāpu)
Doppiata da: Yuki Kaida
È il trentatreesimo dei Grandi demoni dei 72 pilastri. È una donna dai capelli ricci che indossa un vestito rosso e un cappellino con un fiocco rosa. È una ragazza piuttosto stravagante che ama prendersi gioco delle persone e dare loro soprannomi casuali accorciando i loro nomi originali, come "Riiche" per Beatrice e "Lia" per Virgilia. È una cara amica di Beatrice, mentre invece è fortemente disprezzata da Virgilia. Può creare dei buchi neri che possono portare ovunque, sebbene abbia persino lei alcuni limiti. In battaglia, e in particolar modo contro George in Alliance of the Golden Witch, usa una combinazione di portali e calci dai tacchi affilati per sopraffare l'avversario e non lasciargli il tempo di muoversi. Sayo l'aveva originariamente creata come spiegazione della sua stessa sbadataggine e degli scherzi che da giovane tirava agli altri domestici, per poi relegarla al ruolo di sua amica dopo aver sviluppato l'idea di diventare lui stesso una strega.
Zepar (/ゼパル?, Zeparu)
Doppiato/a da: Mitsuki Saiga
È il sedicesimo dei Grandi demoni dei 72 pilastri, nonché la gemella di Furfur. Pur avendo l'aspetto di una ragazza dai lunghi capelli azzurri che indossa un abito di colore scuro, potrebbe essere di sesso maschile in quanto viene detto che Furfur è del genere opposto. Appare accanto a Furfur quando viene evocata da coloro che cercano il romanticismo, e possiede la capacità di sedurre gli umani. Può concedere un potere difensivo illimitato e perfino un breve periodo di immortalità a coloro che fanno un contratto con lei.
Furfur (フルフル?, Furufuru)
Doppiato/a da: Eri Sendai
È il trentaquattresimo dei Grandi demoni dei 72 pilastri, nonché la gemella di Zepar. Pur avendo l'aspetto di una ragazza dai capelli rossi di media lunghezza che indossa un abito dai colori vivaci, potrebbe essere di sesso maschile in quanto viene detto che Zepar è del genere opposto. Appare all'unisono con Zepar quando viene evocata, ed ha il potere di far nascere emozioni. Può concedere un potere offensivo inesauribile a coloro che fanno un contratto con lei.
Flauros (フラウロス?, Furaurosu)
È il sessantaquattresimo dei Grandi demoni dei 72 pilastri. Appare soltanto nel libretto Warera no kokuhaku. Il personaggio doveva essere originariamente un demone evocato da Beatrice per portare avanti gli omicidi dei vari crepuscoli, dopo di che la strega avrebbe pianificato tutto in modo da far apparire come se il responsabile dei delitti fosse stato proprio il demone. La sua personalità era stata progettata apposta per essere in contrasto con entrambe quelle di Gaap e Ronove. Viene descritta come una ragazzina molto infantile che riesce a compiere gli omicidi in maniera innocente.

### Sette picchetti
I sette picchetti del Purgatorio (煉獄の七杭?, Rengoku no shichikui), altresì noti come le sette sorelle del Purgatorio (煉獄の七姉妹?, Rengoku no nana shimai), sono le armi controllate da Beatrice. Ce ne sono in tutto sette, chiamati con i nomi dei corrispondenti demoni dei sette peccati capitali, da cui ricavano i loro poteri e caratteri, e sono descritti come inevitabili. Solo i maghi molto abili riescono a controllarli, ma essi non possono far del male a chi non ha commesso peccato o ha una forte resistenza magica. Possono assumere una forma umana o rimanere nella loro forma originale di potenti picchetti.
In forma umana, si affidano in attacco alle loro lame di luce, tornando ogni tanto alla loro forma originale per evitare attacchi o spostarsi nei punti ciechi dell'avversario. In forma da picchetto, essendo molto più piccoli, riescono a muoversi a velocità maggiore e possono uccidere tramite impalamento. Sono anche in grado di rimbalzare sui muri e su tutto ciò che gli ostruisca la strada, e sono capaci di attaccare da qualsiasi angolazione. Tuttavia in forma umana sono ben lontani dall'essere invincibili e possono essere feriti o addirittura uccisi dalle armi da fuoco. Appaiono per la prima volta in forma umana in Turn of the Golden Witch, quando assumono l'aspetto di giovani ragazze, ognuna con personalità differente, ma tutte con l'iride rosso, che possono essere facilmente distinte dalle loro acconciature e dal loro colore di capelli. Sono al servizio di Beatrice con il compito di eseguire gli omicidi dell'epigrafe, ma sono anche le amiche di Ange durante i suoi anni scolastici.
In End of the Golden Witch si scopre che i picchetti sono in realtà dei modelli inautentici posseduti da Kinzo. Inoltre la loro forma umana è basata sulle serve che hanno lavorato a Rokkenjima tra il 1980 e il 1986.
Lucifer (ルシファー?, Rushifā)
Doppiata da: Yuka Saitō
Rappresenta l'angelo caduto Lucifero e il corrispondente peccato di superbia. È la più anziana delle sorelle del Purgatorio e si comporta come il loro capo. Il suo aspetto è basato su quello della serva Ruon (瑠音?) e corrisponde a una ragazza dai lunghi capelli neri e lisci. È molto insicura poiché sa di essere inferiore alle sue sorelle, ed ha paura di quello che farebbero se lo venissero a sapere. Per questo motivo si comporta sempre in modo arrogante e presuntuoso per non far scoprire le sue debolezze. Nonostante ciò, prova piacere ad arrendersi di sua spontanea volontà.
Leviathan (レヴィアタン?, Reviatan)
Doppiata da: Madoka Yonezawa
Rappresenta il demone Leviatano e il corrispondente peccato di invidia. È la seconda più anziana delle sorelle del Purgatorio e parla a Lucifer come rappresentante delle sorelle minori. Il suo aspetto è basato su quello della serva Renon (恋音?) e corrisponde a una ragazza dai capelli verdi ondulati di media lunghezza. Per natura è una piagnucolona invidiosa ed egoista, capace di fare di tutto pur di vincere. Tuttavia in battaglia ha una personalità brutale, che le permette di individuare facilmente i punti deboli del nemico. Sfortunatamente per lei, è molto impacciata e risulta ultima in tutte le cose che fa con le sorelle.
Satan (サタン?)
Doppiata da: Yōko Hikasa
Rappresenta il demone Satana e il corrispondente peccato di ira. È la terza più anziana delle sorelle del Purgatorio. Il suo aspetto è basato su quello della serva Sanon (玲音?) e corrisponde a una ragazza dai capelli corti bianchi e ricci. Si arrabbia facilmente e parla sempre con tono sprezzante, ragion per cui viene considerata la più temuta delle sorelle (e persino le sorelle stesse hanno paura di lei). Tuttavia, dato che tutti fanno fatica a parlarle, si sente spesso sola. Tenta più volte di far irritare intenzionalmente le sorelle in modo che possano essere arrabbiate con lei, ma senza successo.
Belphegor (ベルフェゴール?, Berufegōru)
Doppiata da: Seiko Yoshida
Rappresenta il demone Belfagor e il corrispondente peccato di accidia. È la mezzana delle sorelle del Purgatorio. Il suo aspetto è basato su quello della serva Reinon (礼音?) e corrisponde a una ragazza dai lunghi capelli neri raccolti a coda di cavallo. È laboriosa e sensibile, ma solo per fare in modo che il suo padrone diventi più pigro e trovi ogni azione troppo difficile. Grazie alla sua natura seria è la più fidata delle sorelle, ma non è abituata ad essere trattata con gentilezza.
Mammon (マモン?, Mamon)
Doppiata da: Ayano Niina
Rappresenta il demone Mammona e il corrispondente peccato di avarizia. È la terza più giovane delle sorelle del Purgatorio. Il suo aspetto è basato su quello della serva Manon (眞音?) e corrisponde a una ragazza dai lunghi capelli castani. È estremamente avida e sfrutta la sua capacità di muoversi velocemente per fare qualsiasi cosa ed ottenere subito ciò che vuole, caratteristica che l'ha portata spesso in conflitto con le altre sorelle. A differenza di esse, però, si è dimostrata l'unica ad essere davvero onesta a livello emotivo, e infatti in Alliance of the Golden Witch diventa la migliore amica di Ange.
Beelzebub (ベルゼブブ?, Beruzebubu)
Doppiata da: Yuri Yamaoka
Rappresenta il demone Beelzebub e il corrispondente peccato di gola. È la seconda più giovane delle sorelle del Purgatorio. Il suo aspetto è basato sulla serva Berune (鐘音?) e corrisponde a una ragazza dai capelli corti biondi e ricci raccolti in due code di cavallo aperte a ventaglio. È una buongustaia, e sarebbe disposta ad utilizzare persino la propria carne pur di avere un pasto delizioso. Grazie alla sua connessione col cibo, è ben nota agli altri appassionati del settore. Funge da effetto calmante per le sorelle ed ha una specie di competizione con Mammon per vedere chi riuscirà ad ottenere qualcosa prima.
Asmodeus (アスモデウス?, Asumodeusu)
Doppiata da: Aki Toyosaki
Rappresenta il demone Asmodai e il corrispondente peccato di lussuria. È la più giovane delle sorelle del Purgatorio. Il suo aspetto è basato su quello della serva Asune (明日音?) e corrisponde a una ragazza dai lunghi capelli biondi e lisci raccolti in due code di cavallo. Desidera innamorarsi e sarebbe disposta a sacrificare persino la sua vita per il gusto di farlo. A causa della sua giovane età, viene trattata con affetto da tutti, ma non viene presa troppo sul serio dalle sorelle. Per questo motivo spera che un giorno arrivi il suo cavaliere in armatura splendente e l'aiuti ad essere considerata un'adulta, anche se ciò non è nient'altro che un'illusione.

### Chiester
Il Corpo delle guardie imperiali sorelle Chiester (シエスタ姉妹近衛兵?, Shiesuta shimai Konoehei) è costituito da armi a forma di conigliette che possono essere evocate solo da streghe e stregoni notevolmente capaci nell'evocazione. Le Chiester, chiamate anche "Siesta" a causa di una traduzione errata, attaccano usando archi e frecce di luce che sparano potenti fasci dorati capaci di uccidere istantaneamente gli obiettivi al momento dell'impatto; l'unica eccezione sembra essere Battler, a causa del suo invincibile scudo anti-magia, ma in End of the Golden Witch viene rivelato che anche il game master è immune ai loro attacchi. Una volta presi di mira dalle Chiester non vi è scampo: esse possono individuare i loro obiettivi da qualsiasi parte dell'isola e, dopo averli uccisi, possono addirittura recuperarne i cadaveri. Nonostante ciò, le Chiester sono ben lontane dal non provare paura, tanto che rimangono terrorizzate per ben due volte in Banquet of the Golden Witch quando scoprono che i loro attacchi sono inutili sia contro Beatrice che contro Battler. Hanno gli occhi rossi, le orecchie da coniglio e degli elaborati abiti in stile militare.
Nel corso della storia viene suggerito in vari modi che le Chiester siano collegate a Maria: la bambina possiede una collezione di conigli musicisti fatti di ceramica che indossano delle uniformi simili alle loro; la loro divisa porta uno stemma a forma di croce sul braccio sinistro che ricorda l'ultimo carattere del nome di Maria, la "a" (亞?); sono altamente protettive nei suoi confronti quando è nei paraggi e sono persino disposte ad eseguire i suoi ordini, come durante il Tea party di Banquet of the Golden Witch. Gli unici noti per essere riusciti ad evocarle nel corso della storia sono Eva-Beatrice, Goldsmith ed Erika Furudo. Anche Beatrice è capace di farlo, ma ciò accade solo nel suggerimento Il White Day di Beatrice. Il loro vero padrone è il "re drago" Pendragon, che tuttavia viene soltanto nominato. La loro forma originale è quella dei coniglietti di cui Maria era un tempo la proprietaria, mentre il loro nome "Chiester" deriva dal termine Winchester, un fucile posseduto da Kinzo.
Chiester 410 (シエスタ410?, Shiesuta Yonichimaru)
Doppiata da: Eri Kitamura
È un membro del Corpo delle guardie imperiali sorelle Chiester. Il suo nome deriva dal fucile da caccia Winchester .410. Indossa un'uniforme blu ed ha i capelli corti color verde acqua. A differenza di Chiester 45, 410 ha un sorriso infantile e sciocco stampato in faccia la maggior parte del tempo. In quanto cecchino principale del gruppo, il suo compito è quello di sparare basandosi sulle informazioni di Chiester 45. Viene evocata per la prima volta in Banquet of the Golden Witch da Eva-Beatrice.
Chiester 45 (シエスタ45?, Shiesuta Yonjūgo)
Doppiata da: Mariko Mizuno
È un membro del Corpo delle guardie imperiali sorelle Chiester. Il suo nome deriva dal fucile Winchester .45. Indossa un'uniforme rossa ed ha dei lunghi capelli rosa raccolti in due code di cavallo. Ha uno sguardo nervoso la maggior parte del tempo ed è anche un po' titubante. I suoi compiti sono controllare la battaglia, raccogliere informazioni ed estrarre dati, per poi calcolare la traiettoria ed inviare il tutto a Chiester 410. Viene evocata per la prima volta in Banquet of the Golden Witch da Eva-Beatrice.
Chiester 00 (シエスタ00?, Shiesuta Daburu Ō)
Doppiata da: Shion Hirota
È il capo del Corpo delle guardie imperiali sorelle Chiester. Il suo nome deriva dalle cartucce per fucile a pompa 00 buckshot. Indossa un'uniforme nera ed ha dei lunghi capelli biondi. Porta una benda sull'occhio destro ed ha una cicatrice sull'orecchio da coniglio sinistro. Essendo il capo delle sorelle Chiester evocate, è molto rigida e seria sul posto di lavoro, anche se in genere è gentile e di buon cuore. È anche nota per la sua grinta in battaglia, cosa che le ha provocato la perdita dell'occhio. I suoi compiti sono la guardia e la ricognizione. Viene evocata per la prima volta in Alliance of the Golden Witch da Goldsmith.
Chiester 556 (シエスタ556?, Shiesuta Gogoroku)
Un membro deceduto del Corpo delle guardie imperiali sorelle Chiester. Il suo nome deriva dalle cartucce per fucile 5,56 × 45 mm. Indossava un'uniforme viola ed aveva dei capelli corti neri. È stata uccisa dalla "strega nera" Rosa, quando quest'ultima finì per rompere uno dei conigli di ceramica di Maria in un momento di rabbia. Si occupava del fuoco di supporto e sparava solo per proteggere le sue compagne. Veniva spesso presa in giro dalle altre Chiester, ma in realtà la amavano tutte. Non è stata mai evocata in forma umana.

### Eiserne Jungfrau
L'Eiserne Jungfrau (アイゼルネ・ユングフラウ?, Aizerune Yungufurau) è un clero introdotto in End of the Golden Witch, il cui nome in tedesco significa letteralmente "Iron Maiden". È uno dei reparti di esecuzione del pentimento supervisionato dalla Grande corte dei cieli, ed ha il compito di effettuare gli interrogatori e le esecuzioni di coloro che hanno commesso eresia, in particolare le streghe. È composto da sette inquisitori, guidati dall'arcivescovo Dlanor A. Knox, e da numerosi altri assistenti inquisitori. L'Eiserne Jungfrau vanta un gran numero di successi spettacolari nella caccia alle streghe ed è estremamente ben noto agli altri reparti.
Gli inquisitori sono armati di due tipi di armi: la chiave rossa e la chiave blu. Queste armi non causano danni fisici, bensì attaccano i concetti. La chiave rossa viene utilizzata per negare l'esistenza di concetti, in particolare quello delle streghe, e non può essere bloccata, evitata o messa in fase di stallo. La chiave blu viene usata per far vacillare i concetti e per far mettere in dubbio all'avversario stesso i suoi ragionamenti, sebbene ci si possa difendere da essa. Le chiavi assumono una forma diversa a seconda degli inquisitori che le brandiscono. Nei processi di eresia, l'Eiserne Jungfrau applica una serie di dieci comandamenti, creati dal padre di Dlanor A. Knox, chiamata il "Decalogo di Knox".
Dlanor A. Knox (ドラノール・A・ノックス?, Doranōru A Nokkusu)
Doppiata da: Miyuki Sawashiro
È l'inquisitore capo dell'Eiserne Jungfrau, nonché un arcivescovo di prima classe. Popolarmente è nota anche come "Dlanor delle dieci lance" e "Dlanor sentenza di morte". Il suo nome deriva da Ronald Knox e utilizza a sostegno dei suoi dibattiti il vero Decalogo di Knox. Indossa un'uniforme simile a quella di un chierico ed ha l'aspetto di una ragazzina dagli occhi gialli e i capelli color lavanda. Conclude le sue sentenze con il katakana come forma onorifica, si comporta in maniera fredda nei confronti delle streghe e prende molto sul serio il suo lavoro. Nonostante i suoi doveri di cacciatrice di streghe, è un'amica di vecchia data di Virgilia, che ha classificato come una "strega buona".
Le sue armi principali sono la chiave rossa e la chiave blu, che assumono rispettivamente la forma di una spada lunga e una corta. Siccome viene inviata dalla Grande corte come ultima risorsa solo quando il caso è già stato esaminato attentamente, la sua apparizione equivale a una vera e propria sentenza di morte, da qui il soprannome "Dlanor sentenza di morte". Suo padre ha creato il Decalogo di Knox ed è stato un leggendario inquisitore. Tuttavia infranse i suoi stessi comandamenti e Dlanor ricevette il compito di interrogarlo e giustiziarlo, smettendo di crescere fisicamente e mentalmente da quel momento in poi per ragioni oscure.
Cornelia (コーネリア?, Kōneria)
Doppiata da: Risa Asaki
È un'assistente dell'Eiserne Jungfrau, nonché una ministra di terza classe. Indossa un'uniforme simile a quelle del clero ed ha l'aspetto di una ragazza dagli occhi rossi e i capelli corti castani decorati con dei nastri gialli. Ha un forte senso della giustizia e, nonostante l'aspetto freddo condiviso dalle compagne, in realtà è molto sensibile.
Gertrude (ガートルード?, Gātorūdo)
Doppiata da: Shizuka Itō
È un'assistente di alto livello dell'Eiserne Jungfrau, nonché una ministra di prima classe. Indossa un'uniforme simile a quella di Cornelia ed ha l'aspetto di una ragazza dagli occhi rossi e i lunghi capelli biondi. Come i suoi compagni, si mostra estremamente impassibile quando è in servizio. Tuttavia è in realtà una persona molto caritatevole amata dalle sue colleghe più giovani. Una volta le è stato offerto un posto vacante di inquisitore come quello di Dlanor, ma ha gentilmente rifiutato.

### SSVD
L'S. S. Van Dine è un altro famoso reparto di esecuzione del pentimento supervisionato dalla Grande corte dei cieli, che viene formalmente introdotto in Requiem of the Golden Witch e il cui nome deriva da S. S. Van Dine. Gli inquisitori dell'SSVD sono generalmente più rigidi e fondamentalisti nella loro giurisdizione rispetto a quelli dell'Eiserne Jungfrau, e a causa dei loro valori conservatori vengono sia criticati per essere antiquati, che lodati per aver preservato i loro ideali originali.
Willard H. Wright (ウィラード・H・ライト?, Wirādo H Raito)
Doppiato da: Hiroki Takahashi
Altresì chiamato Will (ウィル?, Wiru), è un ex arcivescovo di prima classe e capo inquisitore dell'SSVD. Il suo nome deriva da Willard Huntington Wright e la sua caratteristica è quella di imporre i comandamenti di Van Dine. Essendo stato un giovane asso tra gli inquisitori, temuto persino dalle streghe per le sue tattiche fredde e spietate, si è guadagnato i soprannomi "Wright delle venti lance" e "Wright cacciatore di stregoni". Tuttavia un giorno ritenne che i metodi dell'SSVD fossero troppo brutali e per questo motivo rassegnò le dimissioni. Anche se ha un aspetto scontroso e perennemente sull'orlo della rabbia, in realtà ha davvero un buon cuore e sceglie sempre la via più misericordiosa possibile durante le sue investigazioni. In Requiem of the Golden Witch viene costretto da Bernkastel a investigare sulla morte di Beatrice con Lion Ushiromiya come partner. Durante il corso del gioco diventa un amico intimo di Lion e alla fine si batte contro Bernkastel stessa per difenderlo.

### Altri
Sakutaro (さくたろう?, Sakutarō)
Doppiato da: Minori Chihara
È un peluche a forma di leone che è stato realizzato da Rosa e regalato a Maria il giorno del suo compleanno. È diventato un mobile della bambina quando questi gli diede un'anima con la magia. Originariamente il suo nome doveva essere "Sakura" (さくら? basato presumibilmente su Card Captor Sakura) ma, poiché è un nome femminile, Maria gli aggiunse il suffisso maschile tarō (たろう?). In realtà Sakutaro è un normale animale di pezza che Maria ha semplicemente immaginato essere vivo e che ha considerato come uno dei suoi amici più intimi. La sua forma originale è quella di un cucciolo di leone, mentre in forma umana assume l'aspetto di un ragazzino dai capelli biondi e gli occhi rossi, che indossa un cappello arancione con le orecchie a punta e una tunica gialla troppo grande per la sua statura. In entrambe le forme porta al collo una sciarpa rossa regalatagli da Maria. È molto timido e innocente, e ripete spesso l'espressione uryū (うりゅー?).
È incredibilmente popolare tra le sette sorelle del Purgatorio, le quali non perdono mai tempo a saltargli addosso appena ne hanno occasione per coccolarlo tutte insieme, con suo grande sconcerto. Essendo un mobile di una strega delle Mariage Sorcière, ricopre il ruolo di diplomatico non aggressivo e possiede l'abilità di creare barriere e negare attacchi magici per difendere Maria, sebbene i suoi poteri difensivi non siano minimamente comparabili a quelli dei mobili più esperti. In Alliance of the Golden Witch viene strappato in due da Rosa e, siccome è stato negato dal suo stesso creatore, Beatrice ritiene impossibile resuscitarlo. Tuttavia Sakutaro, dato che non è l'unico peluche di questo tipo, riesce ancora ad apparire davanti ad Ange, la quale lo resuscita e lo riporta sano e salvo a Maria. In Dawn of the Golden Witch Sakutaro assiste Maria contro Erika quando le due litigano sulla natura di un trucco banale di magia, riuscendo poi a fissare una tregua. In seguito difende Maria da Kanon quando questi tenta di ucciderla, per poi essere disintegrato dallo scudo di Shannon. Tuttavia viene ripristinato verso la fine dell'episodio.
Clair Vaux Bernardus (クレル・ヴォーブ・ベルナルドゥス?, Kureru Vōbu Berunarudusu)
Doppiata da: Sayaka Ōhara
È la forma originale della Beatrice di Sayo, il cui aspetto è stato fatto appositamente per corrispondere all'immagine di un fantasma che infesta Rokkenjima con un vestito bianco candido e la sua personalità contrastante. Rappresenta la personificazione del ruolo di Beatrice e delle regole delle streghe nel gioco, ed è stata creata da Bernkastel per fare da "lettrice" al settimo gioco, Requiem of the Golden Witch, in maniera simile al ruolo di Ange durante Dawn of the Golden Witch. Narra gli eventi del passato di Sayo, ma fondamentalmente è solo uno strumento di Bernkastel per eseguire il settimo gioco. Il suo nome si riferisce a Bernardo di Chiaravalle, che appare nella Divina Commedia di Dante Alighieri come guida di Dante attraverso il Cielo Empireo.
Maggiordomi caproni (山羊の従者?, Yagi no jūsha)
Sono i mobili di basso livello di Beatrice. Hanno tutti quanti l'aspetto di uomini vestiti da maggiordomo con la testa da caprone e gli occhi color rosso acceso. Assomigliano a dei minotauri e tra di loro vi sono anche delle femmine, sebbene siano difficilmente riconoscibili. Pur essendo estremamente fedeli al loro padrone, sono creature goffe ed ingenue che spesso interpretano i loro ordini come farebbe un animale e non un uomo. Tuttavia rappresentano una vera e propria minaccia per gli uomini normali a causa della loro forza sovrumana, la loro ottima resistenza a ferite e colpi letali (ad eccezione dei proiettili nella testa, il loro unico punto debole) e il loro gusto per la carne umana. Sembrano poter essere evocati in numero infinito e la loro arma principale è un locus viola proveniente dalle loro mani. Non sembrano avere alcuna personalità, anche se ciò viene contraddetto per un attimo durante la battaglia di Krauss in Alliance of the Golden Witch, quando i pensieri di uno dei caproni sembrano essere quelli di un perdente che alla fine ha vinto il rispetto dei suoi pari. In seguito viene rivelato che le teste da caprone sono delle maschere e ce ne sono anche di genere femminile.

## Sondaggi di popolarità
In Giappone è usanza svolgere delle classifiche sui personaggi preferiti. Nel caso di Umineko, la 07th Expansion ha indetto diversi sondaggi di opinione, tra i quali i più importanti sono stati i due avvenuti rispettivamente tra il 1º e l'11 febbraio 2009, poco dopo la pubblicazione di Alliance of the Golden Witch, e tra il 19 e il 28 febbraio 2011, in occasione della fine di Umineko no naku koro ni chiru. Nel mese di ottobre 2012 è stato organizzato invece dall'azienda un sondaggio di popolarità globale per ognuna delle sue serie, ovvero Higurashi no naku koro ni, Higanbana no saku yoru ni e Rose Guns Days, e in particolare il sondaggio relativo a Umineko ha avuto inizio il giorno 26 per poi terminare il giorno 31.
I risultati sono stati pubblicati sempre in percentuale e le votazioni sono avvenute tutte in modalità online. Ai partecipanti è stata data ogni volta anche l'opportunità di commentare il proprio voto, ma nel caso del sondaggio del 2012, che ha avuto luogo su un sito web speciale creato appositamente dall'azienda per l'evento, al termine del periodo di votazione soltanto i primi cinque personaggi in classifica sono stati accompagnati dai vari commenti.
Di seguito sono elencate in ordine le top ten dei tre sondaggi principali, ovvero le prime dieci posizioni delle varie classifiche:
Febbraio 2009
1. Battler Ushiromiya - 14,5%
2. Ange Ushiromiya - 14,3%
3. Beatrice - 14,1%
4. Rosa Ushiromiya - 4,6%
5. Natsuhi Ushiromiya - 3,7%
6. Maria Ushiromiya - 3,6%
7. Jessica Ushiromiya - 3,6%
8. Kanon - 3,6%
9. Frederica Bernkastel - 3,4%
10. Toshiro Gohda - 2,7%

Febbraio 2011
1. Beatrice - 13,1%
2. Battler Ushiromiya - 12,9%
3. Lambdadelta - 10,8%
4. Erika Furudo - 6,8%
5. Ange Ushiromiya - 6,6%
6. Natsuhi Ushiromiya - 3,8%
7. Frederica Bernkastel - 3,7%
8. Rosa Ushiromiya - 2,9%
9. Willard H. Wright - 2,9%
10. Lion Ushiromiya - 2,5%

Ottobre 2012
1. Beatrice - 11,1%
2. Battler Ushiromiya - 11%
3. Ange Ushiromiya - 7,4%
4. Erika Furudo - 5,5%
5. Kanon - 5,3%
6. Bernkastel - 3,8%
7. Jessica Ushiromiya - 3,5%
8. Rosa Ushiromiya - 3,5%
9. Lion Ushiromiya / Willard H. Wright - 2,9%[10]
10. Lambdadelta - 2,6%